# Lista de asteroides (490001-491000)
Esta é uma lista parcial de asteroides, do asteroide número 490001 até o 491000, inclusive. Veja também o índice com todas as listas disponíveis.

| Objeto Próximos à Terra | Cinturão de asteroides (interno) | Cinturão de asteroides (externo) | Centauro       |
| Cruzador de Marte       | Cinturão de asteroides (meio)    | Troianos de Júpiter              | Transnetuniano |

Veja mais dados de cada asteroide na ligação externa para o Minor Planet Center na última coluna.
Índice: 490001... 490101... 490201... 490301... 490401... 490501... 490601... 490701... 490801... 490901... 

## 490001–490100
| Designação | Designação | Descoberta  | Descoberta   | Descobridor(es)     | Categoria | Mais informações / Referência |
| Permanente | Provisória | Data        | Local        | Descobridor(es)     | Categoria | Mais informações / Referência |
| ---------- | ---------- | ----------- | ------------ | ------------------- | --------- | ----------------------------- |
| 490001     | 2008 SZ201 | 26 set 2008 | Kitt Peak    | Spacewatch          | —         | MPC                           |
| 490002     | 2008 SJ205 | 26 set 2008 | Kitt Peak    | Spacewatch          | —         | MPC                           |
| 490003     | 2008 SB206 | 26 set 2008 | Kitt Peak    | Spacewatch          | —         | MPC                           |
| 490004     | 2008 ST208 | 27 set 2008 | Mount Lemmon | Mount Lemmon Survey | —         | MPC                           |
| 490005     | 2008 SL218 | 30 set 2008 | La Sagra     | Mallorca Obs.       | —         | MPC                           |
| 490006     | 2008 ST218 | 30 set 2008 | La Sagra     | Mallorca Obs.       | Phocaea   | MPC                           |
| 490007     | 2008 SF224 | 26 set 2008 | Kitt Peak    | Spacewatch          | —         | MPC                           |
| 490008     | 2008 SU231 | 5 set 2008  | Kitt Peak    | Spacewatch          | —         | MPC                           |
| 490009     | 2008 SR233 | 28 set 2008 | Mount Lemmon | Mount Lemmon Survey | —         | MPC                           |
| 490010     | 2008 SZ236 | 7 set 2008  | Mount Lemmon | Mount Lemmon Survey | —         | MPC                           |
| 490011     | 2008 SS237 | 20 set 2008 | Mount Lemmon | Mount Lemmon Survey | —         | MPC                           |
| 490012     | 2008 SC238 | 21 set 2008 | Kitt Peak    | Spacewatch          | —         | MPC                           |
| 490013     | 2008 SV243 | 30 set 2008 | Mount Lemmon | Mount Lemmon Survey | —         | MPC                           |
| 490014     | 2008 SE245 | 5 set 2008  | Kitt Peak    | Spacewatch          | Vesta     | MPC                           |
| 490015     | 2008 SM250 | 23 set 2008 | Kitt Peak    | Spacewatch          | —         | MPC                           |
| 490016     | 2008 SE257 | 22 set 2008 | Kitt Peak    | Spacewatch          | —         | MPC                           |
| 490017     | 2008 SB260 | 23 set 2008 | Mount Lemmon | Mount Lemmon Survey | —         | MPC                           |
| 490018     | 2008 SF265 | 26 set 2008 | Kitt Peak    | Spacewatch          | —         | MPC                           |
| 490019     | 2008 SN267 | 23 set 2008 | Kitt Peak    | Spacewatch          | —         | MPC                           |
| 490020     | 2008 SE270 | 23 set 2008 | Kitt Peak    | Spacewatch          | —         | MPC                           |
| 490021     | 2008 SJ270 | 24 set 2008 | Kitt Peak    | Spacewatch          | —         | MPC                           |
| 490022     | 2008 SK270 | 24 set 2008 | Mount Lemmon | Mount Lemmon Survey | —         | MPC                           |
| 490023     | 2008 SS277 | 25 set 2008 | Kitt Peak    | Spacewatch          | —         | MPC                           |
| 490024     | 2008 SN281 | 22 set 2008 | Mount Lemmon | Mount Lemmon Survey | —         | MPC                           |
| 490025     | 2008 SA283 | 20 set 2008 | Kitt Peak    | Spacewatch          | Brangane  | MPC                           |
| 490026     | 2008 SH288 | 23 set 2008 | Kitt Peak    | Spacewatch          | —         | MPC                           |
| 490027     | 2008 SG290 | 29 set 2008 | Catalina     | CSS                 | —         | MPC                           |
| 490028     | 2008 SS299 | 22 set 2008 | Kitt Peak    | Spacewatch          | —         | MPC                           |
| 490029     | 2008 SH302 | 23 set 2008 | Kitt Peak    | Spacewatch          | —         | MPC                           |
| 490030     | 2008 ST304 | 25 set 2008 | Kitt Peak    | Spacewatch          | —         | MPC                           |
| 490031     | 2008 TT3   | 6 out 2008  | Catalina     | CSS                 | —         | MPC                           |
| 490032     | 2008 TQ4   | 1 out 2008  | La Sagra     | Mallorca Obs.       | —         | MPC                           |
| 490033     | 2008 TB7   | 4 set 2008  | Kitt Peak    | Spacewatch          | —         | MPC                           |
| 490034     | 2008 TO16  | 23 set 2008 | Kitt Peak    | Spacewatch          | Brangane  | MPC                           |
| 490035     | 2008 TP16  | 5 set 2008  | Kitt Peak    | Spacewatch          | Flora     | MPC                           |
| 490036     | 2008 TV16  | 23 set 2008 | Kitt Peak    | Spacewatch          | Vesta     | MPC                           |
| 490037     | 2008 TE18  | 1 out 2008  | Mount Lemmon | Mount Lemmon Survey | —         | MPC                           |
| 490038     | 2008 TY19  | 6 set 2008  | Mount Lemmon | Mount Lemmon Survey | —         | MPC                           |
| 490039     | 2008 TO20  | 1 out 2008  | Mount Lemmon | Mount Lemmon Survey | —         | MPC                           |
| 490040     | 2008 TB22  | 1 out 2008  | Mount Lemmon | Mount Lemmon Survey | —         | MPC                           |
| 490041     | 2008 TH30  | 1 out 2008  | Kitt Peak    | Spacewatch          | —         | MPC                           |
| 490042     | 2008 TM36  | 2 set 2008  | Kitt Peak    | Spacewatch          | —         | MPC                           |
| 490043     | 2008 TK41  | 24 set 2008 | Mount Lemmon | Mount Lemmon Survey | —         | MPC                           |
| 490044     | 2008 TR51  | 24 set 2008 | Kitt Peak    | Spacewatch          | Brangane  | MPC                           |
| 490045     | 2008 TS51  | 2 out 2008  | Kitt Peak    | Spacewatch          | —         | MPC                           |
| 490046     | 2008 TQ61  | 2 out 2008  | Kitt Peak    | Spacewatch          | —         | MPC                           |
| 490047     | 2008 TX61  | 2 out 2008  | Kitt Peak    | Spacewatch          | Mitidika  | MPC                           |
| 490048     | 2008 TH65  | 2 out 2008  | Catalina     | CSS                 | —         | MPC                           |
| 490049     | 2008 TN71  | 2 out 2008  | Kitt Peak    | Spacewatch          | —         | MPC                           |
| 490050     | 2008 TQ73  | 23 set 2008 | Mount Lemmon | Mount Lemmon Survey | —         | MPC                           |
| 490051     | 2008 TW74  | 22 set 2008 | Mount Lemmon | Mount Lemmon Survey | —         | MPC                           |
| 490052     | 2008 TY74  | 7 set 2008  | Mount Lemmon | Mount Lemmon Survey | —         | MPC                           |
| 490053     | 2008 TL75  | 2 out 2008  | Kitt Peak    | Spacewatch          | —         | MPC                           |
| 490054     | 2008 TH80  | 23 mar 2006 | Kitt Peak    | Spacewatch          | —         | MPC                           |
| 490055     | 2008 TQ84  | 6 set 2008  | Mount Lemmon | Mount Lemmon Survey | —         | MPC                           |
| 490056     | 2008 TB86  | 2 set 2008  | Kitt Peak    | Spacewatch          | —         | MPC                           |
| 490057     | 2008 TF86  | 2 set 2008  | Kitt Peak    | Spacewatch          | —         | MPC                           |
| 490058     | 2008 TG86  | 3 out 2008  | Mount Lemmon | Mount Lemmon Survey | —         | MPC                           |
| 490059     | 2008 TQ88  | 23 set 2008 | Kitt Peak    | Spacewatch          | —         | MPC                           |
| 490060     | 2008 TC90  | 26 set 1998 | Kitt Peak    | Spacewatch          | —         | MPC                           |
| 490061     | 2008 TT96  | 25 set 2008 | Kitt Peak    | Spacewatch          | —         | MPC                           |
| 490062     | 2008 TL97  | 5 set 2008  | Kitt Peak    | Spacewatch          | —         | MPC                           |
| 490063     | 2008 TX99  | 24 set 2008 | Kitt Peak    | Spacewatch          | —         | MPC                           |
| 490064     | 2008 TZ100 | 24 set 2008 | Kitt Peak    | Spacewatch          | —         | MPC                           |
| 490065     | 2008 TO102 | 6 out 2008  | Kitt Peak    | Spacewatch          | —         | MPC                           |
| 490066     | 2008 TN103 | 6 out 2008  | Catalina     | CSS                 | —         | MPC                           |
| 490067     | 2008 TF104 | 22 set 2008 | Kitt Peak    | Spacewatch          | —         | MPC                           |
| 490068     | 2008 TE113 | 6 out 2008  | Kitt Peak    | Spacewatch          | —         | MPC                           |
| 490069     | 2008 TA114 | 2 out 2008  | Kitt Peak    | Spacewatch          | —         | MPC                           |
| 490070     | 2008 TM116 | 22 set 2008 | Kitt Peak    | Spacewatch          | —         | MPC                           |
| 490071     | 2008 TQ117 | 6 out 2008  | Kitt Peak    | Spacewatch          | —         | MPC                           |
| 490072     | 2008 TU119 | 21 set 2008 | Kitt Peak    | Spacewatch          | —         | MPC                           |
| 490073     | 2008 TX121 | 7 out 2008  | Catalina     | CSS                 | —         | MPC                           |
| 490074     | 2008 TC124 | 4 set 2008  | Kitt Peak    | Spacewatch          | —         | MPC                           |
| 490075     | 2008 TD131 | 6 set 2008  | Mount Lemmon | Mount Lemmon Survey | —         | MPC                           |
| 490076     | 2008 TM135 | 26 set 2008 | Kitt Peak    | Spacewatch          | —         | MPC                           |
| 490077     | 2008 TR145 | 9 out 2008  | Mount Lemmon | Mount Lemmon Survey | —         | MPC                           |
| 490078     | 2008 TG146 | 2 set 2008  | Kitt Peak    | Spacewatch          | —         | MPC                           |
| 490079     | 2008 TO147 | 23 set 2008 | Mount Lemmon | Mount Lemmon Survey | —         | MPC                           |
| 490080     | 2008 TL150 | 9 out 2008  | Mount Lemmon | Mount Lemmon Survey | —         | MPC                           |
| 490081     | 2008 TX150 | 28 set 2008 | Mount Lemmon | Mount Lemmon Survey | —         | MPC                           |
| 490082     | 2008 TC161 | 1 out 2008  | Mount Lemmon | Mount Lemmon Survey | —         | MPC                           |
| 490083     | 2008 TV163 | 1 out 2008  | Kitt Peak    | Spacewatch          | —         | MPC                           |
| 490084     | 2008 TP166 | 7 out 2008  | Kitt Peak    | Spacewatch          | —         | MPC                           |
| 490085     | 2008 TC168 | 1 out 2008  | Kitt Peak    | Spacewatch          | —         | MPC                           |
| 490086     | 2008 TF173 | 2 out 2008  | Kitt Peak    | Spacewatch          | —         | MPC                           |
| 490087     | 2008 TP177 | 1 out 2008  | Catalina     | CSS                 | —         | MPC                           |
| 490088     | 2008 TD184 | 6 out 2008  | La Sagra     | Mallorca Obs.       | —         | MPC                           |
| 490089     | 2008 TE184 | 6 out 2008  | Kitt Peak    | Spacewatch          | Brangane  | MPC                           |
| 490090     | 2008 UN    | 9 out 2008  | Kitt Peak    | Spacewatch          | —         | MPC                           |
| 490091     | 2008 US8   | 17 out 2008 | Kitt Peak    | Spacewatch          | —         | MPC                           |
| 490092     | 2008 UJ11  | 3 out 2008  | Mount Lemmon | Mount Lemmon Survey | —         | MPC                           |
| 490093     | 2008 UG22  | 20 set 2008 | Kitt Peak    | Spacewatch          | —         | MPC                           |
| 490094     | 2008 UX22  | 7 out 2008  | Kitt Peak    | Spacewatch          | —         | MPC                           |
| 490095     | 2008 UN23  | 20 set 2008 | Mount Lemmon | Mount Lemmon Survey | —         | MPC                           |
| 490096     | 2008 UT24  | 25 set 2008 | Kitt Peak    | Spacewatch          | —         | MPC                           |
| 490097     | 2008 UW26  | 20 out 2008 | Kitt Peak    | Spacewatch          | —         | MPC                           |
| 490098     | 2008 UL27  | 29 set 2008 | Kitt Peak    | Spacewatch          | Eos       | MPC                           |
| 490099     | 2008 UT27  | 20 out 2008 | Kitt Peak    | Spacewatch          | —         | MPC                           |
| 490100     | 2008 UR28  | 20 out 2008 | Kitt Peak    | Spacewatch          | —         | MPC                           |

## 490101–490200
| Designação | Designação | Descoberta  | Descoberta   | Descobridor(es)     | Categoria | Mais informações / Referência |
| Permanente | Provisória | Data        | Local        | Descobridor(es)     | Categoria | Mais informações / Referência |
| ---------- | ---------- | ----------- | ------------ | ------------------- | --------- | ----------------------------- |
| 490101     | 2008 UV29  | 29 set 2008 | Catalina     | CSS                 | —         | MPC                           |
| 490102     | 2008 UW30  | 20 out 2008 | Kitt Peak    | Spacewatch          | —         | MPC                           |
| 490103     | 2008 UD32  | 20 out 2008 | Kitt Peak    | Spacewatch          | —         | MPC                           |
| 490104     | 2008 UQ35  | 1 out 2008  | Kitt Peak    | Spacewatch          | —         | MPC                           |
| 490105     | 2008 UH36  | 20 out 2008 | Kitt Peak    | Spacewatch          | —         | MPC                           |
| 490106     | 2008 UM36  | 20 out 2008 | Kitt Peak    | Spacewatch          | —         | MPC                           |
| 490107     | 2008 UQ38  | 20 out 2008 | Kitt Peak    | Spacewatch          | —         | MPC                           |
| 490108     | 2008 UR41  | 22 set 2008 | Mount Lemmon | Mount Lemmon Survey | —         | MPC                           |
| 490109     | 2008 UW41  | 20 out 2008 | Kitt Peak    | Spacewatch          | —         | MPC                           |
| 490110     | 2008 UA42  | 25 set 2008 | Mount Lemmon | Mount Lemmon Survey | —         | MPC                           |
| 490111     | 2008 UY43  | 21 set 2008 | Kitt Peak    | Spacewatch          | —         | MPC                           |
| 490112     | 2008 UD49  | 22 set 2008 | Mount Lemmon | Mount Lemmon Survey | —         | MPC                           |
| 490113     | 2008 UM49  | 26 set 2008 | Kitt Peak    | Spacewatch          | —         | MPC                           |
| 490114     | 2008 UL50  | 20 out 2008 | Mount Lemmon | Mount Lemmon Survey | Mitidika  | MPC                           |
| 490115     | 2008 UH52  | 3 out 2008  | Mount Lemmon | Mount Lemmon Survey | —         | MPC                           |
| 490116     | 2008 UE67  | 21 out 2008 | Kitt Peak    | Spacewatch          | —         | MPC                           |
| 490117     | 2008 UB72  | 21 out 2008 | Kitt Peak    | Spacewatch          | —         | MPC                           |
| 490118     | 2008 UJ75  | 21 out 2008 | Kitt Peak    | Spacewatch          | —         | MPC                           |
| 490119     | 2008 UN75  | 21 out 2008 | Kitt Peak    | Spacewatch          | —         | MPC                           |
| 490120     | 2008 UK77  | 21 out 2008 | Kitt Peak    | Spacewatch          | —         | MPC                           |
| 490121     | 2008 UZ79  | 22 out 2008 | Kitt Peak    | Spacewatch          | —         | MPC                           |
| 490122     | 2008 UY80  | 22 set 2008 | Kitt Peak    | Spacewatch          | Mitidika  | MPC                           |
| 490123     | 2008 UB87  | 23 out 2008 | Mount Lemmon | Mount Lemmon Survey | —         | MPC                           |
| 490124     | 2008 UE87  | 29 set 2008 | Kitt Peak    | Spacewatch          | —         | MPC                           |
| 490125     | 2008 UM87  | 23 out 2008 | Kitt Peak    | Spacewatch          | —         | MPC                           |
| 490126     | 2008 UZ93  | 6 set 2008  | Catalina     | CSS                 | —         | MPC                           |
| 490127     | 2008 UN101 | 14 mar 2007 | Mount Lemmon | Mount Lemmon Survey | —         | MPC                           |
| 490128     | 2008 UB102 | 9 out 2008  | Kitt Peak    | Spacewatch          | —         | MPC                           |
| 490129     | 2008 UZ104 | 20 out 2008 | Mount Lemmon | Mount Lemmon Survey | —         | MPC                           |
| 490130     | 2008 UO108 | 21 out 2008 | Kitt Peak    | Spacewatch          | —         | MPC                           |
| 490131     | 2008 UM119 | 22 out 2008 | Kitt Peak    | Spacewatch          | —         | MPC                           |
| 490132     | 2008 UT120 | 22 out 2008 | Kitt Peak    | Spacewatch          | —         | MPC                           |
| 490133     | 2008 UA123 | 22 out 2008 | Kitt Peak    | Spacewatch          | —         | MPC                           |
| 490134     | 2008 UW124 | 22 out 2008 | Kitt Peak    | Spacewatch          | —         | MPC                           |
| 490135     | 2008 UY124 | 22 out 2008 | Kitt Peak    | Spacewatch          | —         | MPC                           |
| 490136     | 2008 UE128 | 22 out 2008 | Kitt Peak    | Spacewatch          | —         | MPC                           |
| 490137     | 2008 UZ132 | 23 out 2008 | Kitt Peak    | Spacewatch          | —         | MPC                           |
| 490138     | 2008 UM139 | 6 set 2008  | Mount Lemmon | Mount Lemmon Survey | Mitidika  | MPC                           |
| 490139     | 2008 UQ143 | 22 set 2008 | Mount Lemmon | Mount Lemmon Survey | —         | MPC                           |
| 490140     | 2008 UA145 | 23 out 2008 | Kitt Peak    | Spacewatch          | —         | MPC                           |
| 490141     | 2008 UX146 | 22 set 2008 | Mount Lemmon | Mount Lemmon Survey | —         | MPC                           |
| 490142     | 2008 UY150 | 23 out 2008 | Mount Lemmon | Mount Lemmon Survey | —         | MPC                           |
| 490143     | 2008 UZ150 | 22 set 2008 | Mount Lemmon | Mount Lemmon Survey | —         | MPC                           |
| 490144     | 2008 UX154 | 23 out 2008 | Mount Lemmon | Mount Lemmon Survey | —         | MPC                           |
| 490145     | 2008 UY156 | 23 out 2008 | Mount Lemmon | Mount Lemmon Survey | Mitidika  | MPC                           |
| 490146     | 2008 UW157 | 24 set 2008 | Mount Lemmon | Mount Lemmon Survey | —         | MPC                           |
| 490147     | 2008 UZ158 | 23 out 2008 | Kitt Peak    | Spacewatch          | —         | MPC                           |
| 490148     | 2008 UA159 | 23 out 2008 | Kitt Peak    | Spacewatch          | —         | MPC                           |
| 490149     | 2008 UM165 | 24 out 2008 | Kitt Peak    | Spacewatch          | —         | MPC                           |
| 490150     | 2008 UD175 | 24 out 2008 | Kitt Peak    | Spacewatch          | —         | MPC                           |
| 490151     | 2008 UW178 | 4 out 2008  | La Sagra     | Mallorca Obs.       | —         | MPC                           |
| 490152     | 2008 UM184 | 24 out 2008 | Kitt Peak    | Spacewatch          | Mitidika  | MPC                           |
| 490153     | 2008 UJ196 | 27 out 2008 | Kitt Peak    | Spacewatch          | —         | MPC                           |
| 490154     | 2008 UO196 | 6 set 2008  | Mount Lemmon | Mount Lemmon Survey | —         | MPC                           |
| 490155     | 2008 UP198 | 2 out 2008  | Kitt Peak    | Spacewatch          | —         | MPC                           |
| 490156     | 2008 UV199 | 6 set 2008  | Mount Lemmon | Mount Lemmon Survey | —         | MPC                           |
| 490157     | 2008 UY201 | 24 set 2008 | Mount Lemmon | Mount Lemmon Survey | —         | MPC                           |
| 490158     | 2008 UB203 | 28 out 2008 | Socorro      | LINEAR              | —         | MPC                           |
| 490159     | 2008 UE222 | 25 out 2008 | Kitt Peak    | Spacewatch          | —         | MPC                           |
| 490160     | 2008 UN229 | 25 out 2008 | Kitt Peak    | Spacewatch          | —         | MPC                           |
| 490161     | 2008 UZ230 | 5 set 2008  | Kitt Peak    | Spacewatch          | —         | MPC                           |
| 490162     | 2008 UN236 | 29 set 2008 | Mount Lemmon | Mount Lemmon Survey | —         | MPC                           |
| 490163     | 2008 UW240 | 26 out 2008 | Kitt Peak    | Spacewatch          | —         | MPC                           |
| 490164     | 2008 UN243 | 22 out 2008 | Kitt Peak    | Spacewatch          | —         | MPC                           |
| 490165     | 2008 UP245 | 26 out 2008 | Kitt Peak    | Spacewatch          | —         | MPC                           |
| 490166     | 2008 UZ247 | 26 out 2008 | Kitt Peak    | Spacewatch          | —         | MPC                           |
| 490167     | 2008 UP248 | 26 out 2008 | Kitt Peak    | Spacewatch          | —         | MPC                           |
| 490168     | 2008 UG250 | 8 out 2008  | Kitt Peak    | Spacewatch          | —         | MPC                           |
| 490169     | 2008 UP250 | 27 out 2008 | Kitt Peak    | Spacewatch          | —         | MPC                           |
| 490170     | 2008 UD252 | 27 out 2008 | Kitt Peak    | Spacewatch          | —         | MPC                           |
| 490171     | 2008 UD253 | 27 out 2008 | Mount Lemmon | Mount Lemmon Survey | —         | MPC                           |
| 490172     | 2008 UJ253 | 6 set 2008  | Mount Lemmon | Mount Lemmon Survey | —         | MPC                           |
| 490173     | 2008 UO255 | 21 set 2008 | Catalina     | CSS                 | —         | MPC                           |
| 490174     | 2008 UR256 | 27 out 2008 | Kitt Peak    | Spacewatch          | —         | MPC                           |
| 490175     | 2008 UB259 | 27 out 2008 | Kitt Peak    | Spacewatch          | —         | MPC                           |
| 490176     | 2008 UT260 | 27 out 2008 | Mount Lemmon | Mount Lemmon Survey | —         | MPC                           |
| 490177     | 2008 UV269 | 24 set 2008 | Mount Lemmon | Mount Lemmon Survey | —         | MPC                           |
| 490178     | 2008 UO272 | 28 out 2008 | Mount Lemmon | Mount Lemmon Survey | —         | MPC                           |
| 490179     | 2008 UW272 | 28 out 2008 | Kitt Peak    | Spacewatch          | —         | MPC                           |
| 490180     | 2008 UJ275 | 28 out 2008 | Kitt Peak    | Spacewatch          | —         | MPC                           |
| 490181     | 2008 UN277 | 28 out 2008 | Mount Lemmon | Mount Lemmon Survey | —         | MPC                           |
| 490182     | 2008 UF283 | 14 abr 2007 | Kitt Peak    | Spacewatch          | —         | MPC                           |
| 490183     | 2008 UL283 | 29 set 2008 | Kitt Peak    | Spacewatch          | —         | MPC                           |
| 490184     | 2008 UD285 | 7 out 2008  | Kitt Peak    | Spacewatch          | —         | MPC                           |
| 490185     | 2008 US289 | 28 out 2008 | Kitt Peak    | Spacewatch          | —         | MPC                           |
| 490186     | 2008 UZ299 | 24 fev 2006 | Kitt Peak    | Spacewatch          | —         | MPC                           |
| 490187     | 2008 UW302 | 21 out 2008 | Kitt Peak    | Spacewatch          | —         | MPC                           |
| 490188     | 2008 UT303 | 29 out 2008 | Kitt Peak    | Spacewatch          | —         | MPC                           |
| 490189     | 2008 UJ305 | 2 set 2008  | Kitt Peak    | Spacewatch          | —         | MPC                           |
| 490190     | 2008 UD309 | 6 set 2008  | Mount Lemmon | Mount Lemmon Survey | —         | MPC                           |
| 490191     | 2008 UR314 | 20 out 2008 | Kitt Peak    | Spacewatch          | —         | MPC                           |
| 490192     | 2008 UC315 | 30 out 2008 | Kitt Peak    | Spacewatch          | —         | MPC                           |
| 490193     | 2008 UP317 | 20 set 2008 | Mount Lemmon | Mount Lemmon Survey | —         | MPC                           |
| 490194     | 2008 UJ321 | 22 set 2008 | Mount Lemmon | Mount Lemmon Survey | —         | MPC                           |
| 490195     | 2008 UT324 | 23 set 2008 | Kitt Peak    | Spacewatch          | —         | MPC                           |
| 490196     | 2008 UH327 | 5 set 2008  | Socorro      | LINEAR              | —         | MPC                           |
| 490197     | 2008 UT328 | 30 out 2008 | Kitt Peak    | Spacewatch          | —         | MPC                           |
| 490198     | 2008 UC331 | 31 out 2008 | Mount Lemmon | Mount Lemmon Survey | —         | MPC                           |
| 490199     | 2008 UH337 | 21 out 2008 | Kitt Peak    | Spacewatch          | —         | MPC                           |
| 490200     | 2008 US339 | 2 out 1995  | Kitt Peak    | Spacewatch          | —         | MPC                           |

## 490201–490300
| Designação | Designação | Descoberta  | Descoberta   | Descobridor(es)     | Categoria | Mais informações / Referência |
| Permanente | Provisória | Data        | Local        | Descobridor(es)     | Categoria | Mais informações / Referência |
| ---------- | ---------- | ----------- | ------------ | ------------------- | --------- | ----------------------------- |
| 490201     | 2008 UQ352 | 21 out 2008 | Mount Lemmon | Mount Lemmon Survey | —         | MPC                           |
| 490202     | 2008 UC353 | 24 out 2008 | Kitt Peak    | Spacewatch          | —         | MPC                           |
| 490203     | 2008 UX353 | 21 out 2008 | Mount Lemmon | Mount Lemmon Survey | —         | MPC                           |
| 490204     | 2008 UV354 | 28 out 2008 | Kitt Peak    | Spacewatch          | —         | MPC                           |
| 490205     | 2008 UO355 | 24 out 2008 | Kitt Peak    | Spacewatch          | —         | MPC                           |
| 490206     | 2008 UW356 | 23 out 2008 | Mount Lemmon | Mount Lemmon Survey | —         | MPC                           |
| 490207     | 2008 UN359 | 28 out 2008 | Kitt Peak    | Spacewatch          | Mitidika  | MPC                           |
| 490208     | 2008 UW359 | 28 out 2008 | Kitt Peak    | Spacewatch          | —         | MPC                           |
| 490209     | 2008 UE361 | 25 out 2008 | Catalina     | CSS                 | —         | MPC                           |
| 490210     | 2008 UD366 | 19 out 2008 | Kitt Peak    | Spacewatch          | —         | MPC                           |
| 490211     | 2008 UQ368 | 25 out 2008 | Mount Lemmon | Mount Lemmon Survey | —         | MPC                           |
| 490212     | 2008 VP    | 26 out 2008 | Kitt Peak    | Spacewatch          | —         | MPC                           |
| 490213     | 2008 VZ1   | 22 out 2008 | Kitt Peak    | Spacewatch          | —         | MPC                           |
| 490214     | 2008 VF4   | 21 out 2008 | Kitt Peak    | Spacewatch          | —         | MPC                           |
| 490215     | 2008 VJ5   | 6 out 2008  | Kitt Peak    | Spacewatch          | —         | MPC                           |
| 490216     | 2008 VV10  | 22 set 2008 | Mount Lemmon | Mount Lemmon Survey | —         | MPC                           |
| 490217     | 2008 VJ12  | 10 out 2008 | Mount Lemmon | Mount Lemmon Survey | —         | MPC                           |
| 490218     | 2008 VS13  | 7 nov 2008  | Andrushivka  | Andrushivka Obs.    | —         | MPC                           |
| 490219     | 2008 VN19  | 7 out 2008  | Mount Lemmon | Mount Lemmon Survey | —         | MPC                           |
| 490220     | 2008 VK32  | 2 nov 2008  | Mount Lemmon | Mount Lemmon Survey | —         | MPC                           |
| 490221     | 2008 VU33  | 2 nov 2008  | Mount Lemmon | Mount Lemmon Survey | —         | MPC                           |
| 490222     | 2008 VC44  | 22 out 2008 | Kitt Peak    | Spacewatch          | —         | MPC                           |
| 490223     | 2008 VM53  | 22 set 2008 | Mount Lemmon | Mount Lemmon Survey | —         | MPC                           |
| 490224     | 2008 VV53  | 6 nov 2008  | Mount Lemmon | Mount Lemmon Survey | Vesta     | MPC                           |
| 490225     | 2008 VC54  | 26 out 2008 | Kitt Peak    | Spacewatch          | —         | MPC                           |
| 490226     | 2008 VH54  | 6 nov 2008  | Kitt Peak    | Spacewatch          | —         | MPC                           |
| 490227     | 2008 VR62  | 2 out 2008  | Mount Lemmon | Mount Lemmon Survey | —         | MPC                           |
| 490228     | 2008 VS69  | 27 out 2008 | Kitt Peak    | Spacewatch          | —         | MPC                           |
| 490229     | 2008 VN79  | 7 nov 2008  | Mount Lemmon | Mount Lemmon Survey | —         | MPC                           |
| 490230     | 2008 WK2   | 27 set 2008 | Mount Lemmon | Mount Lemmon Survey | —         | MPC                           |
| 490231     | 2008 WD5   | 7 out 2008  | Kitt Peak    | Spacewatch          | —         | MPC                           |
| 490232     | 2008 WS15  | 6 set 2008  | Mount Lemmon | Mount Lemmon Survey | —         | MPC                           |
| 490233     | 2008 WG17  | 10 out 2008 | Mount Lemmon | Mount Lemmon Survey | —         | MPC                           |
| 490234     | 2008 WK25  | 7 nov 2008  | Mount Lemmon | Mount Lemmon Survey | —         | MPC                           |
| 490235     | 2008 WX34  | 8 nov 2008  | Mount Lemmon | Mount Lemmon Survey | —         | MPC                           |
| 490236     | 2008 WJ36  | 24 out 2008 | Kitt Peak    | Spacewatch          | —         | MPC                           |
| 490237     | 2008 WO38  | 17 nov 2008 | Kitt Peak    | Spacewatch          | —         | MPC                           |
| 490238     | 2008 WN39  | 23 out 2008 | Mount Lemmon | Mount Lemmon Survey | —         | MPC                           |
| 490239     | 2008 WV44  | 26 out 2008 | Kitt Peak    | Spacewatch          | Mitidika  | MPC                           |
| 490240     | 2008 WH46  | 17 nov 2008 | Kitt Peak    | Spacewatch          | —         | MPC                           |
| 490241     | 2008 WA47  | 17 nov 2008 | Kitt Peak    | Spacewatch          | —         | MPC                           |
| 490242     | 2008 WN53  | 19 nov 2008 | Kitt Peak    | Spacewatch          | —         | MPC                           |
| 490243     | 2008 WR59  | 1 nov 2008  | Mount Lemmon | Mount Lemmon Survey | —         | MPC                           |
| 490244     | 2008 WH66  | 29 out 2008 | Kitt Peak    | Spacewatch          | —         | MPC                           |
| 490245     | 2008 WB73  | 19 nov 2008 | Mount Lemmon | Mount Lemmon Survey | —         | MPC                           |
| 490246     | 2008 WF81  | 20 nov 2008 | Kitt Peak    | Spacewatch          | —         | MPC                           |
| 490247     | 2008 WK85  | 20 nov 2008 | Kitt Peak    | Spacewatch          | —         | MPC                           |
| 490248     | 2008 WV86  | 23 out 2008 | Kitt Peak    | Spacewatch          | —         | MPC                           |
| 490249     | 2008 WB92  | 7 nov 2008  | Mount Lemmon | Mount Lemmon Survey | —         | MPC                           |
| 490250     | 2008 WS95  | 8 out 2008  | Mount Lemmon | Mount Lemmon Survey | —         | MPC                           |
| 490251     | 2008 WY103 | 30 nov 2008 | Catalina     | CSS                 | —         | MPC                           |
| 490252     | 2008 WH107 | 23 set 2008 | Mount Lemmon | Mount Lemmon Survey | —         | MPC                           |
| 490253     | 2008 WW110 | 21 nov 2008 | Kitt Peak    | Spacewatch          | —         | MPC                           |
| 490254     | 2008 WC114 | 17 nov 2008 | Kitt Peak    | Spacewatch          | —         | MPC                           |
| 490255     | 2008 WC120 | 30 nov 2008 | Kitt Peak    | Spacewatch          | Mitidika  | MPC                           |
| 490256     | 2008 WY137 | 10 out 2008 | Mount Lemmon | Mount Lemmon Survey | —         | MPC                           |
| 490257     | 2008 WQ138 | 19 nov 2008 | Mount Lemmon | Mount Lemmon Survey | —         | MPC                           |
| 490258     | 2008 WE141 | 21 nov 2008 | Mount Lemmon | Mount Lemmon Survey | —         | MPC                           |
| 490259     | 2008 XB12  | 29 set 2008 | Mount Lemmon | Mount Lemmon Survey | —         | MPC                           |
| 490260     | 2008 XA14  | 21 out 2008 | Kitt Peak    | Spacewatch          | —         | MPC                           |
| 490261     | 2008 XR18  | 19 nov 2008 | Kitt Peak    | Spacewatch          | Mitidika  | MPC                           |
| 490262     | 2008 XA38  | 20 nov 2008 | Kitt Peak    | Spacewatch          | —         | MPC                           |
| 490263     | 2008 XF39  | 2 dez 2008  | Kitt Peak    | Spacewatch          | —         | MPC                           |
| 490264     | 2008 YS10  | 30 nov 2008 | Mount Lemmon | Mount Lemmon Survey | —         | MPC                           |
| 490265     | 2008 YP11  | 30 nov 2008 | Kitt Peak    | Spacewatch          | —         | MPC                           |
| 490266     | 2008 YT12  | 6 nov 2008  | Mount Lemmon | Mount Lemmon Survey | —         | MPC                           |
| 490267     | 2008 YX15  | 20 nov 2008 | Mount Lemmon | Mount Lemmon Survey | —         | MPC                           |
| 490268     | 2008 YM17  | 21 dez 2008 | Mount Lemmon | Mount Lemmon Survey | Mitidika  | MPC                           |
| 490269     | 2008 YP17  | 21 dez 2008 | Mount Lemmon | Mount Lemmon Survey | —         | MPC                           |
| 490270     | 2008 YH36  | 24 nov 2008 | Mount Lemmon | Mount Lemmon Survey | —         | MPC                           |
| 490271     | 2008 YR42  | 29 dez 2008 | Kitt Peak    | Spacewatch          | —         | MPC                           |
| 490272     | 2008 YY42  | 19 nov 2008 | Mount Lemmon | Mount Lemmon Survey | —         | MPC                           |
| 490273     | 2008 YC48  | 29 dez 2008 | Mount Lemmon | Mount Lemmon Survey | —         | MPC                           |
| 490274     | 2008 YJ48  | 21 nov 2008 | Mount Lemmon | Mount Lemmon Survey | —         | MPC                           |
| 490275     | 2008 YT48  | 29 dez 2008 | Mount Lemmon | Mount Lemmon Survey | —         | MPC                           |
| 490276     | 2008 YU48  | 29 dez 2008 | Mount Lemmon | Mount Lemmon Survey | —         | MPC                           |
| 490277     | 2008 YG51  | 29 dez 2008 | Mount Lemmon | Mount Lemmon Survey | —         | MPC                           |
| 490278     | 2008 YB56  | 6 nov 2008  | Mount Lemmon | Mount Lemmon Survey | —         | MPC                           |
| 490279     | 2008 YW74  | 30 dez 2008 | Kitt Peak    | Spacewatch          | —         | MPC                           |
| 490280     | 2008 YL83  | 19 nov 2008 | Mount Lemmon | Mount Lemmon Survey | —         | MPC                           |
| 490281     | 2008 YU100 | 29 dez 2008 | Kitt Peak    | Spacewatch          | Mitidika  | MPC                           |
| 490282     | 2008 YK102 | 29 dez 2008 | Kitt Peak    | Spacewatch          | —         | MPC                           |
| 490283     | 2008 YJ104 | 22 dez 2008 | Kitt Peak    | Spacewatch          | —         | MPC                           |
| 490284     | 2008 YS105 | 21 dez 2008 | Mount Lemmon | Mount Lemmon Survey | —         | MPC                           |
| 490285     | 2008 YD113 | 21 dez 2008 | Kitt Peak    | Spacewatch          | —         | MPC                           |
| 490286     | 2008 YL117 | 8 nov 2008  | Mount Lemmon | Mount Lemmon Survey | —         | MPC                           |
| 490287     | 2008 YX117 | 29 dez 2008 | Mount Lemmon | Mount Lemmon Survey | —         | MPC                           |
| 490288     | 2008 YC124 | 30 dez 2008 | Kitt Peak    | Spacewatch          | —         | MPC                           |
| 490289     | 2008 YS125 | 30 dez 2008 | Kitt Peak    | Spacewatch          | —         | MPC                           |
| 490290     | 2008 YM126 | 22 dez 2008 | Kitt Peak    | Spacewatch          | —         | MPC                           |
| 490291     | 2008 YY126 | 30 dez 2008 | Kitt Peak    | Spacewatch          | —         | MPC                           |
| 490292     | 2008 YD132 | 31 dez 2008 | Kitt Peak    | Spacewatch          | —         | MPC                           |
| 490293     | 2008 YR135 | 22 dez 2008 | Kitt Peak    | Spacewatch          | —         | MPC                           |
| 490294     | 2008 YZ135 | 2 dez 2008  | Kitt Peak    | Spacewatch          | —         | MPC                           |
| 490295     | 2008 YC140 | 22 dez 2008 | Kitt Peak    | Spacewatch          | —         | MPC                           |
| 490296     | 2008 YY143 | 22 dez 2008 | Mount Lemmon | Mount Lemmon Survey | —         | MPC                           |
| 490297     | 2008 YR160 | 30 dez 2008 | Mount Lemmon | Mount Lemmon Survey | Brangane  | MPC                           |
| 490298     | 2008 YM170 | 29 dez 2008 | Kitt Peak    | Spacewatch          | —         | MPC                           |
| 490299     | 2009 AK9   | 5 dez 2008  | Mount Lemmon | Mount Lemmon Survey | —         | MPC                           |
| 490300     | 2009 AX11  | 22 dez 2008 | Kitt Peak    | Spacewatch          | —         | MPC                           |

## 490301–490400
| Designação | Designação | Descoberta  | Descoberta        | Descobridor(es)     | Categoria | Mais informações / Referência |
| Permanente | Provisória | Data        | Local             | Descobridor(es)     | Categoria | Mais informações / Referência |
| ---------- | ---------- | ----------- | ----------------- | ------------------- | --------- | ----------------------------- |
| 490301     | 2009 AJ15  | 30 nov 2008 | Catalina          | CSS                 | —         | MPC                           |
| 490302     | 2009 AG23  | 24 nov 2008 | Mount Lemmon      | Mount Lemmon Survey | —         | MPC                           |
| 490303     | 2009 AY24  | 3 jan 2009  | Kitt Peak         | Spacewatch          | —         | MPC                           |
| 490304     | 2009 AY25  | 2 jan 2009  | Kitt Peak         | Spacewatch          | Mitidika  | MPC                           |
| 490305     | 2009 BK22  | 1 jan 2009  | Mount Lemmon      | Mount Lemmon Survey | —         | MPC                           |
| 490306     | 2009 BL30  | 29 dez 2008 | Kitt Peak         | Spacewatch          | —         | MPC                           |
| 490307     | 2009 BH33  | 16 jan 2009 | Kitt Peak         | Spacewatch          | Brangane  | MPC                           |
| 490308     | 2009 BE38  | 16 jan 2009 | Kitt Peak         | Spacewatch          | —         | MPC                           |
| 490309     | 2009 BH38  | 16 jan 2009 | Kitt Peak         | Spacewatch          | Mitidika  | MPC                           |
| 490310     | 2009 BQ38  | 16 jan 2009 | Kitt Peak         | Spacewatch          | —         | MPC                           |
| 490311     | 2009 BG40  | 16 jan 2009 | Kitt Peak         | Spacewatch          | —         | MPC                           |
| 490312     | 2009 BS40  | 16 jan 2009 | Kitt Peak         | Spacewatch          | Mitidika  | MPC                           |
| 490313     | 2009 BQ43  | 1 jan 2009  | Kitt Peak         | Spacewatch          | —         | MPC                           |
| 490314     | 2009 BE51  | 29 dez 2008 | Mount Lemmon      | Mount Lemmon Survey | —         | MPC                           |
| 490315     | 2009 BL57  | 22 dez 2008 | Mount Lemmon      | Mount Lemmon Survey | —         | MPC                           |
| 490316     | 2009 BP64  | 20 jan 2009 | Kitt Peak         | Spacewatch          | —         | MPC                           |
| 490317     | 2009 BF66  | 20 jan 2009 | Kitt Peak         | Spacewatch          | —         | MPC                           |
| 490318     | 2009 BE67  | 16 jan 2009 | Kitt Peak         | Spacewatch          | —         | MPC                           |
| 490319     | 2009 BC72  | 3 jan 2009  | Mount Lemmon      | Mount Lemmon Survey | —         | MPC                           |
| 490320     | 2009 BM75  | 31 dez 2008 | Kitt Peak         | Spacewatch          | —         | MPC                           |
| 490321     | 2009 BB80  | 31 jan 2009 | Socorro           | LINEAR              | —         | MPC                           |
| 490322     | 2009 BN95  | 2 jan 2009  | Mount Lemmon      | Mount Lemmon Survey | —         | MPC                           |
| 490323     | 2009 BM119 | 21 dez 2008 | Kitt Peak         | Spacewatch          | —         | MPC                           |
| 490324     | 2009 BF142 | 20 jan 2009 | Kitt Peak         | Spacewatch          | —         | MPC                           |
| 490325     | 2009 BA149 | 31 jan 2009 | Kitt Peak         | Spacewatch          | —         | MPC                           |
| 490326     | 2009 BW152 | 16 jan 2009 | Kitt Peak         | Spacewatch          | —         | MPC                           |
| 490327     | 2009 BE159 | 31 jan 2009 | Kitt Peak         | Spacewatch          | —         | MPC                           |
| 490328     | 2009 BS166 | 31 jan 2009 | Mount Lemmon      | Mount Lemmon Survey | —         | MPC                           |
| 490329     | 2009 BZ173 | 25 jan 2009 | Kitt Peak         | Spacewatch          | —         | MPC                           |
| 490330     | 2009 BZ179 | 16 jan 2005 | Kitt Peak         | Spacewatch          | —         | MPC                           |
| 490331     | 2009 BJ182 | 17 jan 2009 | Kitt Peak         | Spacewatch          | Mitidika  | MPC                           |
| 490332     | 2009 BE185 | 22 jan 2009 | Socorro           | LINEAR              | —         | MPC                           |
| 490333     | 2009 BY186 | 25 jan 2009 | Kitt Peak         | Spacewatch          | —         | MPC                           |
| 490334     | 2009 CK    | 29 dez 2008 | Catalina          | CSS                 | —         | MPC                           |
| 490335     | 2009 CN25  | 11 out 2007 | Kitt Peak         | Spacewatch          | —         | MPC                           |
| 490336     | 2009 CC35  | 2 fev 2009  | Mount Lemmon      | Mount Lemmon Survey | —         | MPC                           |
| 490337     | 2009 DE8   | 30 dez 2008 | Mount Lemmon      | Mount Lemmon Survey | —         | MPC                           |
| 490338     | 2009 DV26  | 22 fev 2009 | Calar Alto        | F. Hormuth          | —         | MPC                           |
| 490339     | 2009 DN30  | 25 set 2006 | Kitt Peak         | Spacewatch          | —         | MPC                           |
| 490340     | 2009 DO49  | 19 fev 2009 | Kitt Peak         | Spacewatch          | —         | MPC                           |
| 490341     | 2009 DW59  | 22 fev 2009 | Kitt Peak         | Spacewatch          | —         | MPC                           |
| 490342     | 2009 DL68  | 21 fev 2009 | Mount Lemmon      | Mount Lemmon Survey | —         | MPC                           |
| 490343     | 2009 DD71  | 20 jan 2009 | Kitt Peak         | Spacewatch          | —         | MPC                           |
| 490344     | 2009 DE81  | 3 fev 2009  | Mount Lemmon      | Mount Lemmon Survey | —         | MPC                           |
| 490345     | 2009 DB104 | 26 fev 2009 | Mount Lemmon      | Mount Lemmon Survey | —         | MPC                           |
| 490346     | 2009 DJ110 | 19 fev 2009 | La Sagra          | Mallorca Obs.       | —         | MPC                           |
| 490347     | 2009 DE132 | 31 jan 2009 | Kitt Peak         | Spacewatch          | —         | MPC                           |
| 490348     | 2009 DS139 | 17 fev 2009 | La Sagra          | Mallorca Obs.       | —         | MPC                           |
| 490349     | 2009 EM    | 22 fev 2009 | Kitt Peak         | Spacewatch          | Juno      | MPC                           |
| 490350     | 2009 ES5   | 1 mar 2009  | Kitt Peak         | Spacewatch          | —         | MPC                           |
| 490351     | 2009 EX8   | 2 mar 2009  | Kitt Peak         | Spacewatch          | —         | MPC                           |
| 490352     | 2009 EY15  | 2 mar 2009  | Socorro           | LINEAR              | —         | MPC                           |
| 490353     | 2009 EH19  | 19 jan 2009 | Mount Lemmon      | Mount Lemmon Survey | —         | MPC                           |
| 490354     | 2009 FF19  | 21 mar 2009 | Mount Lemmon      | Mount Lemmon Survey | —         | MPC                           |
| 490355     | 2009 FQ28  | 18 mar 2009 | Catalina          | CSS                 | —         | MPC                           |
| 490356     | 2009 FM43  | 30 mar 2009 | Sierra Stars      | F. Tozzi            | —         | MPC                           |
| 490357     | 2009 FM46  | 18 jan 2009 | Mount Lemmon      | Mount Lemmon Survey | —         | MPC                           |
| 490358     | 2009 FP57  | 28 mar 2009 | Kitt Peak         | Spacewatch          | —         | MPC                           |
| 490359     | 2009 FM65  | 18 mar 2009 | Mount Lemmon      | Mount Lemmon Survey | —         | MPC                           |
| 490360     | 2009 FD72  | 17 mar 2009 | Kitt Peak         | Spacewatch          | Phocaea   | MPC                           |
| 490361     | 2009 HR11  | 18 abr 2009 | Kitt Peak         | Spacewatch          | —         | MPC                           |
| 490362     | 2009 HG20  | 18 abr 2009 | Kitt Peak         | Spacewatch          | —         | MPC                           |
| 490363     | 2009 HA24  | 30 dez 2007 | Kitt Peak         | Spacewatch          | —         | MPC                           |
| 490364     | 2009 HO34  | 20 abr 2009 | Mount Lemmon      | Mount Lemmon Survey | —         | MPC                           |
| 490365     | 2009 HU34  | 17 mar 2009 | Kitt Peak         | Spacewatch          | —         | MPC                           |
| 490366     | 2009 HZ34  | 20 out 2006 | Kitt Peak         | Spacewatch          | —         | MPC                           |
| 490367     | 2009 HC37  | 17 abr 2009 | Kitt Peak         | Spacewatch          | —         | MPC                           |
| 490368     | 2009 HV50  | 27 fev 2009 | Mount Lemmon      | Mount Lemmon Survey | Phocaea   | MPC                           |
| 490369     | 2009 HV73  | 29 mar 2009 | Catalina          | CSS                 | —         | MPC                           |
| 490370     | 2009 HV74  | 27 abr 2009 | Mount Lemmon      | Mount Lemmon Survey | —         | MPC                           |
| 490371     | 2009 HT84  | 23 abr 2009 | Kitt Peak         | Spacewatch          | Phocaea   | MPC                           |
| 490372     | 2009 JZ3   | 23 abr 2009 | Mount Lemmon      | Mount Lemmon Survey | Juno      | MPC                           |
| 490373     | 2009 JY6   | 13 mai 2009 | Mount Lemmon      | Mount Lemmon Survey | Phocaea   | MPC                           |
| 490374     | 2009 JT9   | 14 mai 2009 | Kitt Peak         | Spacewatch          | —         | MPC                           |
| 490375     | 2009 JU9   | 1 mai 2009  | Mount Lemmon      | Mount Lemmon Survey | —         | MPC                           |
| 490376     | 2009 JO17  | 1 mai 2009  | Mount Lemmon      | Mount Lemmon Survey | —         | MPC                           |
| 490377     | 2009 KY3   | 2 mai 2009  | La Sagra          | Mallorca Obs.       | —         | MPC                           |
| 490378     | 2009 KJ23  | 15 mai 2009 | Kitt Peak         | Spacewatch          | —         | MPC                           |
| 490379     | 2009 KF24  | 1 mai 2009  | Kitt Peak         | Spacewatch          | —         | MPC                           |
| 490380     | 2009 LH    | 23 abr 2009 | Mount Lemmon      | Mount Lemmon Survey | —         | MPC                           |
| 490381     | 2009 OE10  | 29 jul 2009 | La Sagra          | Mallorca Obs.       | —         | MPC                           |
| 490382     | 2009 OX19  | 28 jul 2009 | La Sagra          | Mallorca Obs.       | —         | MPC                           |
| 490383     | 2009 OK22  | 28 jul 2009 | La Sagra          | Mallorca Obs.       | —         | MPC                           |
| 490384     | 2009 ON23  | 27 jul 2009 | Kitt Peak         | Spacewatch          | Phocaea   | MPC                           |
| 490385     | 2009 PO2   | 13 ago 2009 | La Sagra          | Mallorca Obs.       | —         | MPC                           |
| 490386     | 2009 PX2   | 15 ago 2009 | Altschwendt       | W. Ries             | —         | MPC                           |
| 490387     | 2009 PS5   | 29 set 2005 | Mount Lemmon      | Mount Lemmon Survey | —         | MPC                           |
| 490388     | 2009 PP18  | 15 ago 2009 | Kitt Peak         | Spacewatch          | —         | MPC                           |
| 490389     | 2009 QK1   | 16 ago 2009 | La Sagra          | Mallorca Obs.       | —         | MPC                           |
| 490390     | 2009 QA5   | 16 ago 2009 | La Sagra          | Mallorca Obs.       | —         | MPC                           |
| 490391     | 2009 QT7   | 18 ago 2009 | Bergisch Gladbach | W. Bickel           | —         | MPC                           |
| 490392     | 2009 QH13  | 16 ago 2009 | Kitt Peak         | Spacewatch          | —         | MPC                           |
| 490393     | 2009 QJ13  | 16 ago 2009 | Kitt Peak         | Spacewatch          | —         | MPC                           |
| 490394     | 2009 QN21  | 19 ago 2009 | La Sagra          | Mallorca Obs.       | —         | MPC                           |
| 490395     | 2009 QE23  | 16 ago 2009 | La Sagra          | Mallorca Obs.       | —         | MPC                           |
| 490396     | 2009 QU24  | 17 ago 2009 | La Sagra          | Mallorca Obs.       | —         | MPC                           |
| 490397     | 2009 QH40  | 16 ago 2001 | Socorro           | LINEAR              | Juno      | MPC                           |
| 490398     | 2009 QS56  | 17 ago 2009 | La Sagra          | Mallorca Obs.       | —         | MPC                           |
| 490399     | 2009 QP61  | 26 ago 2009 | Socorro           | LINEAR              | —         | MPC                           |
| 490400     | 2009 RA    | 1 set 2009  | La Sagra          | Mallorca Obs.       | —         | MPC                           |

## 490401–490500
| Designação | Designação | Descoberta  | Descoberta      | Descobridor(es)     | Categoria | Mais informações / Referência |
| Permanente | Provisória | Data        | Local           | Descobridor(es)     | Categoria | Mais informações / Referência |
| ---------- | ---------- | ----------- | --------------- | ------------------- | --------- | ----------------------------- |
| 490401     | 2009 RY1   | 10 set 2009 | ESA OGS         | ESA OGS             | —         | MPC                           |
| 490402     | 2009 RV11  | 12 set 2009 | Kitt Peak       | Spacewatch          | —         | MPC                           |
| 490403     | 2009 RR29  | 14 set 2009 | Kitt Peak       | Spacewatch          | —         | MPC                           |
| 490404     | 2009 RQ33  | 14 set 2009 | Kitt Peak       | Spacewatch          | Vesta     | MPC                           |
| 490405     | 2009 RP34  | 14 set 2009 | Kitt Peak       | Spacewatch          | —         | MPC                           |
| 490406     | 2009 RS39  | 15 set 2009 | Kitt Peak       | Spacewatch          | —         | MPC                           |
| 490407     | 2009 RM49  | 15 set 2009 | Kitt Peak       | Spacewatch          | —         | MPC                           |
| 490408     | 2009 RV56  | 15 set 2009 | Kitt Peak       | Spacewatch          | —         | MPC                           |
| 490409     | 2009 RW70  | 15 set 2009 | Kitt Peak       | Spacewatch          | —         | MPC                           |
| 490410     | 2009 RL72  | 10 set 2009 | Catalina        | CSS                 | —         | MPC                           |
| 490411     | 2009 RP73  | 15 set 2009 | Kitt Peak       | Spacewatch          | —         | MPC                           |
| 490412     | 2009 SX14  | 18 set 2009 | Bisei SG Center | BATTeRS             | —         | MPC                           |
| 490413     | 2009 SC32  | 16 set 2009 | Mount Lemmon    | Mount Lemmon Survey | —         | MPC                           |
| 490414     | 2009 SC34  | 16 set 2009 | Kitt Peak       | Spacewatch          | Brangane  | MPC                           |
| 490415     | 2009 SU35  | 16 set 2009 | Kitt Peak       | Spacewatch          | Vesta     | MPC                           |
| 490416     | 2009 SD40  | 16 set 2009 | Kitt Peak       | Spacewatch          | —         | MPC                           |
| 490417     | 2009 SX42  | 16 set 2009 | Kitt Peak       | Spacewatch          | —         | MPC                           |
| 490418     | 2009 SY42  | 16 set 2009 | Kitt Peak       | Spacewatch          | Vesta     | MPC                           |
| 490419     | 2009 SO43  | 16 set 2009 | Kitt Peak       | Spacewatch          | —         | MPC                           |
| 490420     | 2009 SG50  | 14 set 2009 | Socorro         | LINEAR              | —         | MPC                           |
| 490421     | 2009 SX53  | 17 set 2009 | Kitt Peak       | Spacewatch          | —         | MPC                           |
| 490422     | 2009 SM56  | 17 set 2009 | Kitt Peak       | Spacewatch          | —         | MPC                           |
| 490423     | 2009 SP56  | 17 set 2009 | Kitt Peak       | Spacewatch          | —         | MPC                           |
| 490424     | 2009 SN61  | 17 set 2009 | Kitt Peak       | Spacewatch          | Phocaea   | MPC                           |
| 490425     | 2009 SP68  | 17 set 2009 | Mount Lemmon    | Mount Lemmon Survey | —         | MPC                           |
| 490426     | 2009 SY69  | 29 ago 2009 | Kitt Peak       | Spacewatch          | —         | MPC                           |
| 490427     | 2009 SU73  | 17 set 2009 | Kitt Peak       | Spacewatch          | —         | MPC                           |
| 490428     | 2009 SL75  | 17 set 2009 | Kitt Peak       | Spacewatch          | —         | MPC                           |
| 490429     | 2009 SB77  | 17 set 2009 | Kitt Peak       | Spacewatch          | —         | MPC                           |
| 490430     | 2009 SB81  | 16 ago 2009 | Kitt Peak       | Spacewatch          | —         | MPC                           |
| 490431     | 2009 SE88  | 18 set 2009 | Kitt Peak       | Spacewatch          | —         | MPC                           |
| 490432     | 2009 SF96  | 19 set 2009 | Mount Lemmon    | Mount Lemmon Survey | —         | MPC                           |
| 490433     | 2009 SJ107 | 16 set 2009 | Kitt Peak       | Spacewatch          | —         | MPC                           |
| 490434     | 2009 SR107 | 16 set 2009 | Kitt Peak       | Spacewatch          | —         | MPC                           |
| 490435     | 2009 SA114 | 18 set 2009 | Kitt Peak       | Spacewatch          | Eos       | MPC                           |
| 490436     | 2009 SQ117 | 18 set 2009 | Kitt Peak       | Spacewatch          | —         | MPC                           |
| 490437     | 2009 SC120 | 18 set 2009 | Kitt Peak       | Spacewatch          | —         | MPC                           |
| 490438     | 2009 SY124 | 18 set 2009 | Kitt Peak       | Spacewatch          | —         | MPC                           |
| 490439     | 2009 SU130 | 18 set 2009 | Kitt Peak       | Spacewatch          | —         | MPC                           |
| 490440     | 2009 SA136 | 18 set 2009 | Kitt Peak       | Spacewatch          | —         | MPC                           |
| 490441     | 2009 SG136 | 18 set 2009 | Kitt Peak       | Spacewatch          | —         | MPC                           |
| 490442     | 2009 SF145 | 19 set 2009 | Mount Lemmon    | Mount Lemmon Survey | —         | MPC                           |
| 490443     | 2009 SR146 | 19 set 2009 | Kitt Peak       | Spacewatch          | —         | MPC                           |
| 490444     | 2009 ST151 | 20 set 2009 | Kitt Peak       | Spacewatch          | Brangane  | MPC                           |
| 490445     | 2009 SL158 | 20 set 2009 | Kitt Peak       | Spacewatch          | —         | MPC                           |
| 490446     | 2009 SO164 | 21 set 2009 | Kitt Peak       | Spacewatch          | Vesta     | MPC                           |
| 490447     | 2009 SX166 | 22 set 2009 | Kitt Peak       | Spacewatch          | —         | MPC                           |
| 490448     | 2009 SJ184 | 21 set 2009 | Kitt Peak       | Spacewatch          | Vesta     | MPC                           |
| 490449     | 2009 SN192 | 14 set 2009 | Kitt Peak       | Spacewatch          | —         | MPC                           |
| 490450     | 2009 SX204 | 18 set 2009 | Kitt Peak       | Spacewatch          | —         | MPC                           |
| 490451     | 2009 SY204 | 22 set 2009 | Kitt Peak       | Spacewatch          | —         | MPC                           |
| 490452     | 2009 SR209 | 18 set 2009 | Kitt Peak       | Spacewatch          | —         | MPC                           |
| 490453     | 2009 SU213 | 23 set 2009 | Kitt Peak       | Spacewatch          | —         | MPC                           |
| 490454     | 2009 SM214 | 15 set 2009 | Kitt Peak       | Spacewatch          | —         | MPC                           |
| 490455     | 2009 SO214 | 23 set 2009 | Kitt Peak       | Spacewatch          | —         | MPC                           |
| 490456     | 2009 SA240 | 31 ago 2009 | Siding Spring   | SSS                 | —         | MPC                           |
| 490457     | 2009 SE250 | 19 set 2009 | Kitt Peak       | Spacewatch          | —         | MPC                           |
| 490458     | 2009 SL262 | 29 out 2005 | Catalina        | CSS                 | —         | MPC                           |
| 490459     | 2009 SD266 | 23 set 2009 | Mount Lemmon    | Mount Lemmon Survey | —         | MPC                           |
| 490460     | 2009 ST270 | 30 jan 2000 | Kitt Peak       | Spacewatch          | —         | MPC                           |
| 490461     | 2009 SV271 | 20 set 2009 | Kitt Peak       | Spacewatch          | —         | MPC                           |
| 490462     | 2009 SX271 | 24 set 2009 | Kitt Peak       | Spacewatch          | —         | MPC                           |
| 490463     | 2009 SD275 | 25 set 2009 | Kitt Peak       | Spacewatch          | —         | MPC                           |
| 490464     | 2009 SB283 | 25 set 2009 | Kitt Peak       | Spacewatch          | Brangane  | MPC                           |
| 490465     | 2009 SM287 | 25 set 2009 | Kitt Peak       | Spacewatch          | —         | MPC                           |
| 490466     | 2009 SW287 | 25 set 2009 | Kitt Peak       | Spacewatch          | —         | MPC                           |
| 490467     | 2009 SY289 | 17 set 2009 | Kitt Peak       | Spacewatch          | —         | MPC                           |
| 490468     | 2009 SB291 | 17 set 2009 | Kitt Peak       | Spacewatch          | —         | MPC                           |
| 490469     | 2009 SU293 | 26 set 2009 | Kitt Peak       | Spacewatch          | Flora     | MPC                           |
| 490470     | 2009 ST299 | 16 set 2009 | Kitt Peak       | Spacewatch          | —         | MPC                           |
| 490471     | 2009 SS321 | 21 set 2009 | Kitt Peak       | Spacewatch          | —         | MPC                           |
| 490472     | 2009 SU323 | 23 set 2009 | Kitt Peak       | Spacewatch          | —         | MPC                           |
| 490473     | 2009 SO324 | 24 set 2009 | Kitt Peak       | Spacewatch          | —         | MPC                           |
| 490474     | 2009 SZ334 | 29 set 2009 | Mount Lemmon    | Mount Lemmon Survey | —         | MPC                           |
| 490475     | 2009 SW344 | 18 set 2009 | Kitt Peak       | Spacewatch          | —         | MPC                           |
| 490476     | 2009 SK345 | 18 set 2009 | Kitt Peak       | Spacewatch          | —         | MPC                           |
| 490477     | 2009 SQ345 | 19 set 2009 | Kitt Peak       | Spacewatch          | —         | MPC                           |
| 490478     | 2009 SG349 | 23 set 2009 | Mount Lemmon    | Mount Lemmon Survey | —         | MPC                           |
| 490479     | 2009 SM350 | 25 set 2009 | Kitt Peak       | Spacewatch          | —         | MPC                           |
| 490480     | 2009 SV350 | 28 set 2009 | Mount Lemmon    | Mount Lemmon Survey | —         | MPC                           |
| 490481     | 2009 SO352 | 16 set 2009 | Kitt Peak       | Spacewatch          | Brangane  | MPC                           |
| 490482     | 2009 SZ352 | 18 set 2009 | Kitt Peak       | Spacewatch          | —         | MPC                           |
| 490483     | 2009 SH353 | 16 set 2009 | Kitt Peak       | Spacewatch          | —         | MPC                           |
| 490484     | 2009 SJ353 | 25 set 2009 | Kitt Peak       | Spacewatch          | —         | MPC                           |
| 490485     | 2009 SK360 | 28 set 2009 | Catalina        | CSS                 | —         | MPC                           |
| 490486     | 2009 SW362 | 21 set 2009 | Mount Lemmon    | Mount Lemmon Survey | —         | MPC                           |
| 490487     | 2009 TM1   | 11 out 2009 | La Sagra        | Mallorca Obs.       | —         | MPC                           |
| 490488     | 2009 TR6   | 12 out 2009 | La Sagra        | Mallorca Obs.       | —         | MPC                           |
| 490489     | 2009 TM7   | 13 out 2009 | La Sagra        | Mallorca Obs.       | —         | MPC                           |
| 490490     | 2009 TA34  | 17 set 2009 | La Sagra        | Mallorca Obs.       | —         | MPC                           |
| 490491     | 2009 TH39  | 15 out 2009 | Catalina        | CSS                 | —         | MPC                           |
| 490492     | 2009 UA5   | 17 out 2009 | La Sagra        | Mallorca Obs.       | —         | MPC                           |
| 490493     | 2009 UN5   | 21 set 2009 | Catalina        | CSS                 | —         | MPC                           |
| 490494     | 2009 UF13  | 18 out 2009 | Mount Lemmon    | Mount Lemmon Survey | —         | MPC                           |
| 490495     | 2009 UN15  | 17 out 2009 | Mount Lemmon    | Mount Lemmon Survey | —         | MPC                           |
| 490496     | 2009 UN17  | 29 set 2009 | Mount Lemmon    | Mount Lemmon Survey | —         | MPC                           |
| 490497     | 2009 UM19  | 16 set 2009 | Mount Lemmon    | Mount Lemmon Survey | —         | MPC                           |
| 490498     | 2009 UR28  | 18 out 2009 | Mount Lemmon    | Mount Lemmon Survey | —         | MPC                           |
| 490499     | 2009 UQ34  | 21 out 2009 | Kitt Peak       | Spacewatch          | —         | MPC                           |
| 490500     | 2009 UF35  | 23 out 1995 | Kitt Peak       | Spacewatch          | —         | MPC                           |

## 490501–490600
| Designação | Designação | Descoberta  | Descoberta      | Descobridor(es)     | Categoria | Mais informações / Referência |
| Permanente | Provisória | Data        | Local           | Descobridor(es)     | Categoria | Mais informações / Referência |
| ---------- | ---------- | ----------- | --------------- | ------------------- | --------- | ----------------------------- |
| 490501     | 2009 UF36  | 22 set 2009 | Mount Lemmon    | Mount Lemmon Survey | —         | MPC                           |
| 490502     | 2009 UA38  | 22 set 2009 | Mount Lemmon    | Mount Lemmon Survey | —         | MPC                           |
| 490503     | 2009 UR38  | 22 set 2009 | Mount Lemmon    | Mount Lemmon Survey | —         | MPC                           |
| 490504     | 2009 UD39  | 22 out 2009 | Mount Lemmon    | Mount Lemmon Survey | —         | MPC                           |
| 490505     | 2009 UF53  | 21 set 2009 | Mount Lemmon    | Mount Lemmon Survey | —         | MPC                           |
| 490506     | 2009 UK68  | 17 out 2009 | Mount Lemmon    | Mount Lemmon Survey | Brangane  | MPC                           |
| 490507     | 2009 UB69  | 16 ago 2009 | Kitt Peak       | Spacewatch          | —         | MPC                           |
| 490508     | 2009 UD71  | 11 out 2009 | La Sagra        | Mallorca Obs.       | —         | MPC                           |
| 490509     | 2009 UF78  | 14 set 2009 | Kitt Peak       | Spacewatch          | —         | MPC                           |
| 490510     | 2009 UF83  | 23 out 2009 | Mount Lemmon    | Mount Lemmon Survey | —         | MPC                           |
| 490511     | 2009 UC85  | 23 out 2009 | Mount Lemmon    | Mount Lemmon Survey | —         | MPC                           |
| 490512     | 2009 UY86  | 16 set 2009 | Mount Lemmon    | Mount Lemmon Survey | —         | MPC                           |
| 490513     | 2009 UT97  | 23 out 2009 | Mount Lemmon    | Mount Lemmon Survey | Brangane  | MPC                           |
| 490514     | 2009 UF101 | 18 set 2009 | Mount Lemmon    | Mount Lemmon Survey | —         | MPC                           |
| 490515     | 2009 UY104 | 25 out 2009 | Mount Lemmon    | Mount Lemmon Survey | —         | MPC                           |
| 490516     | 2009 UU109 | 23 out 2009 | Kitt Peak       | Spacewatch          | —         | MPC                           |
| 490517     | 2009 UF117 | 22 out 2009 | Mount Lemmon    | Mount Lemmon Survey | —         | MPC                           |
| 490518     | 2009 UW120 | 18 set 2009 | Kitt Peak       | Spacewatch          | —         | MPC                           |
| 490519     | 2009 UL121 | 21 set 2009 | Mount Lemmon    | Mount Lemmon Survey | —         | MPC                           |
| 490520     | 2009 UA123 | 15 out 2009 | La Sagra        | Mallorca Obs.       | —         | MPC                           |
| 490521     | 2009 UQ128 | 20 set 2009 | Kitt Peak       | Spacewatch          | —         | MPC                           |
| 490522     | 2009 UO137 | 1 out 2009  | Mount Lemmon    | Mount Lemmon Survey | —         | MPC                           |
| 490523     | 2009 UR137 | 17 out 2009 | Catalina        | CSS                 | —         | MPC                           |
| 490524     | 2009 US139 | 27 out 2009 | La Sagra        | Mallorca Obs.       | —         | MPC                           |
| 490525     | 2009 UF141 | 24 out 2009 | Catalina        | CSS                 | —         | MPC                           |
| 490526     | 2009 UH142 | 18 out 2009 | Mount Lemmon    | Mount Lemmon Survey | —         | MPC                           |
| 490527     | 2009 UK146 | 23 out 2009 | Mount Lemmon    | Mount Lemmon Survey | —         | MPC                           |
| 490528     | 2009 UQ154 | 14 out 2009 | La Sagra        | Mallorca Obs.       | —         | MPC                           |
| 490529     | 2009 VC    | 6 nov 2009  | Great Shefford  | P. Birtwhistle      | —         | MPC                           |
| 490530     | 2009 VJ7   | 30 out 2009 | Mount Lemmon    | Mount Lemmon Survey | —         | MPC                           |
| 490531     | 2009 VO17  | 24 out 2009 | Catalina        | CSS                 | —         | MPC                           |
| 490532     | 2009 VZ17  | 9 nov 2009  | Kitt Peak       | Spacewatch          | —         | MPC                           |
| 490533     | 2009 VP24  | 14 out 2009 | Catalina        | CSS                 | —         | MPC                           |
| 490534     | 2009 VW27  | 8 nov 2009  | Catalina        | CSS                 | —         | MPC                           |
| 490535     | 2009 VQ29  | 9 nov 2009  | Catalina        | CSS                 | —         | MPC                           |
| 490536     | 2009 VJ30  | 9 nov 2009  | Mount Lemmon    | Mount Lemmon Survey | —         | MPC                           |
| 490537     | 2009 VQ37  | 27 out 2009 | Kitt Peak       | Spacewatch          | —         | MPC                           |
| 490538     | 2009 VK38  | 9 nov 2009  | Kitt Peak       | Spacewatch          | —         | MPC                           |
| 490539     | 2009 VL41  | 25 out 2009 | Catalina        | CSS                 | —         | MPC                           |
| 490540     | 2009 VD46  | 9 nov 2009  | Kitt Peak       | Spacewatch          | —         | MPC                           |
| 490541     | 2009 VN48  | 9 nov 2009  | Mount Lemmon    | Mount Lemmon Survey | —         | MPC                           |
| 490542     | 2009 VY48  | 22 set 2009 | Mount Lemmon    | Mount Lemmon Survey | —         | MPC                           |
| 490543     | 2009 VD55  | 1 out 2009  | Mount Lemmon    | Mount Lemmon Survey | —         | MPC                           |
| 490544     | 2009 VW68  | 9 nov 2009  | Kitt Peak       | Spacewatch          | —         | MPC                           |
| 490545     | 2009 VR70  | 29 dez 2005 | Kitt Peak       | Spacewatch          | —         | MPC                           |
| 490546     | 2009 VB72  | 12 out 2009 | Mount Lemmon    | Mount Lemmon Survey | —         | MPC                           |
| 490547     | 2009 VG73  | 11 nov 2009 | Mount Lemmon    | Mount Lemmon Survey | —         | MPC                           |
| 490548     | 2009 VS81  | 8 nov 2009  | Kitt Peak       | Spacewatch          | —         | MPC                           |
| 490549     | 2009 VP84  | 9 nov 2009  | Kitt Peak       | Spacewatch          | —         | MPC                           |
| 490550     | 2009 VU88  | 11 nov 2009 | Kitt Peak       | Spacewatch          | —         | MPC                           |
| 490551     | 2009 VC89  | 16 set 2009 | Kitt Peak       | Spacewatch          | —         | MPC                           |
| 490552     | 2009 VR90  | 11 nov 2009 | Kitt Peak       | Spacewatch          | —         | MPC                           |
| 490553     | 2009 VB99  | 29 jul 2008 | La Sagra        | Mallorca Obs.       | —         | MPC                           |
| 490554     | 2009 VV103 | 8 nov 2009  | Kitt Peak       | Spacewatch          | —         | MPC                           |
| 490555     | 2009 VH116 | 11 nov 2009 | Kitt Peak       | Spacewatch          | —         | MPC                           |
| 490556     | 2009 WL5   | 16 nov 2009 | Kitt Peak       | Spacewatch          | —         | MPC                           |
| 490557     | 2009 WC19  | 22 out 2009 | Mount Lemmon    | Mount Lemmon Survey | —         | MPC                           |
| 490558     | 2009 WT19  | 17 nov 2009 | Mount Lemmon    | Mount Lemmon Survey | —         | MPC                           |
| 490559     | 2009 WR20  | 22 set 2009 | Mount Lemmon    | Mount Lemmon Survey | —         | MPC                           |
| 490560     | 2009 WQ24  | 20 nov 2009 | Calvin-Rehoboth | L. A. Molnar        | —         | MPC                           |
| 490561     | 2009 WY25  | 24 out 2009 | Kitt Peak       | Spacewatch          | Vesta     | MPC                           |
| 490562     | 2009 WU26  | 27 out 2009 | Kitt Peak       | Spacewatch          | —         | MPC                           |
| 490563     | 2009 WD32  | 16 nov 2009 | Kitt Peak       | Spacewatch          | —         | MPC                           |
| 490564     | 2009 WQ32  | 26 jan 2007 | Kitt Peak       | Spacewatch          | —         | MPC                           |
| 490565     | 2009 WK39  | 20 set 2009 | Mount Lemmon    | Mount Lemmon Survey | —         | MPC                           |
| 490566     | 2009 WM39  | 17 nov 2009 | Kitt Peak       | Spacewatch          | —         | MPC                           |
| 490567     | 2009 WJ44  | 18 set 2009 | Mount Lemmon    | Mount Lemmon Survey | —         | MPC                           |
| 490568     | 2009 WD51  | 16 nov 2009 | Kitt Peak       | Spacewatch          | —         | MPC                           |
| 490569     | 2009 WS57  | 16 nov 2009 | Mount Lemmon    | Mount Lemmon Survey | —         | MPC                           |
| 490570     | 2009 WD59  | 18 out 2009 | Mount Lemmon    | Mount Lemmon Survey | —         | MPC                           |
| 490571     | 2009 WU59  | 22 out 2009 | Mount Lemmon    | Mount Lemmon Survey | Brangane  | MPC                           |
| 490572     | 2009 WR62  | 16 nov 2009 | Mount Lemmon    | Mount Lemmon Survey | —         | MPC                           |
| 490573     | 2009 WB65  | 24 set 2009 | Mount Lemmon    | Mount Lemmon Survey | Flora     | MPC                           |
| 490574     | 2009 WR76  | 10 nov 2009 | Kitt Peak       | Spacewatch          | —         | MPC                           |
| 490575     | 2009 WG82  | 29 jul 2008 | Mount Lemmon    | Mount Lemmon Survey | Brangane  | MPC                           |
| 490576     | 2009 WF83  | 19 nov 2009 | Kitt Peak       | Spacewatch          | —         | MPC                           |
| 490577     | 2009 WO87  | 20 set 2009 | Mount Lemmon    | Mount Lemmon Survey | Brangane  | MPC                           |
| 490578     | 2009 WV98  | 30 out 2009 | Mount Lemmon    | Mount Lemmon Survey | —         | MPC                           |
| 490579     | 2009 WA101 | 22 nov 2009 | Kitt Peak       | Spacewatch          | —         | MPC                           |
| 490580     | 2009 WL104 | 18 nov 2009 | La Sagra        | Mallorca Obs.       | —         | MPC                           |
| 490581     | 2009 WZ104 | 25 nov 2009 | Catalina        | CSS                 | —         | MPC                           |
| 490582     | 2009 WD113 | 18 nov 2009 | Kitt Peak       | Spacewatch          | —         | MPC                           |
| 490583     | 2009 WP114 | 19 set 2009 | Kitt Peak       | Spacewatch          | Brangane  | MPC                           |
| 490584     | 2009 WV118 | 8 nov 2009  | Kitt Peak       | Spacewatch          | —         | MPC                           |
| 490585     | 2009 WE119 | 20 nov 2009 | Kitt Peak       | Spacewatch          | —         | MPC                           |
| 490586     | 2009 WW120 | 22 out 2009 | Mount Lemmon    | Mount Lemmon Survey | —         | MPC                           |
| 490587     | 2009 WT127 | 18 dez 2001 | Socorro         | LINEAR              | —         | MPC                           |
| 490588     | 2009 WF133 | 23 out 2009 | Kitt Peak       | Spacewatch          | —         | MPC                           |
| 490589     | 2009 WZ135 | 15 abr 2007 | Kitt Peak       | Spacewatch          | —         | MPC                           |
| 490590     | 2009 WT145 | 19 nov 2009 | Mount Lemmon    | Mount Lemmon Survey | —         | MPC                           |
| 490591     | 2009 WG155 | 19 nov 2009 | La Sagra        | Mallorca Obs.       | —         | MPC                           |
| 490592     | 2009 WO167 | 25 out 2009 | Kitt Peak       | Spacewatch          | —         | MPC                           |
| 490593     | 2009 WL169 | 10 nov 2009 | Kitt Peak       | Spacewatch          | —         | MPC                           |
| 490594     | 2009 WL170 | 9 nov 2009  | Kitt Peak       | Spacewatch          | —         | MPC                           |
| 490595     | 2009 WL172 | 11 nov 2009 | Kitt Peak       | Spacewatch          | —         | MPC                           |
| 490596     | 2009 WH173 | 22 nov 2009 | Kitt Peak       | Spacewatch          | Brangane  | MPC                           |
| 490597     | 2009 WK173 | 25 abr 2000 | Anderson Mesa   | LONEOS              | —         | MPC                           |
| 490598     | 2009 WR175 | 23 nov 2009 | Kitt Peak       | Spacewatch          | —         | MPC                           |
| 490599     | 2009 WX175 | 11 nov 2009 | Kitt Peak       | Spacewatch          | —         | MPC                           |
| 490600     | 2009 WK176 | 23 nov 2009 | Kitt Peak       | Spacewatch          | —         | MPC                           |

## 490601–490700
| Designação | Designação | Descoberta  | Descoberta    | Descobridor(es)     | Categoria | Mais informações / Referência |
| Permanente | Provisória | Data        | Local         | Descobridor(es)     | Categoria | Mais informações / Referência |
| ---------- | ---------- | ----------- | ------------- | ------------------- | --------- | ----------------------------- |
| 490601     | 2009 WO177 | 23 nov 2009 | Kitt Peak     | Spacewatch          | —         | MPC                           |
| 490602     | 2009 WU178 | 11 nov 2009 | Kitt Peak     | Spacewatch          | —         | MPC                           |
| 490603     | 2009 WO179 | 17 out 2009 | Mount Lemmon  | Mount Lemmon Survey | —         | MPC                           |
| 490604     | 2009 WT180 | 13 nov 2009 | La Sagra      | Mallorca Obs.       | —         | MPC                           |
| 490605     | 2009 WK182 | 23 nov 2009 | Kitt Peak     | Spacewatch          | —         | MPC                           |
| 490606     | 2009 WN184 | 22 out 2009 | Mount Lemmon  | Mount Lemmon Survey | —         | MPC                           |
| 490607     | 2009 WO185 | 24 out 2009 | Kitt Peak     | Spacewatch          | Eos       | MPC                           |
| 490608     | 2009 WJ186 | 2 jun 2008  | Mount Lemmon  | Mount Lemmon Survey | Vesta     | MPC                           |
| 490609     | 2009 WT195 | 20 nov 2009 | Mount Lemmon  | Mount Lemmon Survey | —         | MPC                           |
| 490610     | 2009 WF203 | 17 out 2009 | Mount Lemmon  | Mount Lemmon Survey | —         | MPC                           |
| 490611     | 2009 WU203 | 16 nov 2009 | Kitt Peak     | Spacewatch          | —         | MPC                           |
| 490612     | 2009 WX205 | 22 out 2009 | Mount Lemmon  | Mount Lemmon Survey | —         | MPC                           |
| 490613     | 2009 WQ207 | 17 nov 2009 | Kitt Peak     | Spacewatch          | —         | MPC                           |
| 490614     | 2009 WC212 | 10 nov 2009 | Kitt Peak     | Spacewatch          | —         | MPC                           |
| 490615     | 2009 XT15  | 15 dez 2009 | Mount Lemmon  | Mount Lemmon Survey | —         | MPC                           |
| 490616     | 2009 XU24  | 11 dez 2009 | Mount Lemmon  | Mount Lemmon Survey | —         | MPC                           |
| 490617     | 2009 YM1   | 17 dez 2009 | Kitt Peak     | Spacewatch          | Ursula    | MPC                           |
| 490618     | 2009 YA3   | 17 dez 2009 | Mount Lemmon  | Mount Lemmon Survey | Brangane  | MPC                           |
| 490619     | 2009 YC19  | 17 dez 2009 | Kitt Peak     | Spacewatch          | —         | MPC                           |
| 490620     | 2009 YQ24  | 18 dez 2009 | Mount Lemmon  | Mount Lemmon Survey | —         | MPC                           |
| 490621     | 2010 AC19  | 11 set 2005 | Kitt Peak     | Spacewatch          | —         | MPC                           |
| 490622     | 2010 AV28  | 10 nov 2009 | Mount Lemmon  | Mount Lemmon Survey | —         | MPC                           |
| 490623     | 2010 AZ32  | 7 jan 2010  | Kitt Peak     | Spacewatch          | —         | MPC                           |
| 490624     | 2010 AN53  | 9 out 2005  | Kitt Peak     | Spacewatch          | —         | MPC                           |
| 490625     | 2010 AZ80  | 12 jan 2010 | Kitt Peak     | Spacewatch          | —         | MPC                           |
| 490626     | 2010 AY91  | 8 jan 2010  | WISE          | WISE                | —         | MPC                           |
| 490627     | 2010 BS3   | 21 jan 2010 | Nazaret       | G. Muler            | —         | MPC                           |
| 490628     | 2010 BW4   | 24 jan 2010 | Nogales       | J.-C. Merlin        | —         | MPC                           |
| 490629     | 2010 BO81  | 1 out 2009  | Mount Lemmon  | Mount Lemmon Survey | —         | MPC                           |
| 490630     | 2010 BF122 | 30 jan 2010 | WISE          | WISE                | —         | MPC                           |
| 490631     | 2010 CF5   | 8 fev 2010  | Kitt Peak     | Spacewatch          | —         | MPC                           |
| 490632     | 2010 CN29  | 9 fev 2010  | Kitt Peak     | Spacewatch          | —         | MPC                           |
| 490633     | 2010 CV85  | 6 jan 2010  | Kitt Peak     | Spacewatch          | —         | MPC                           |
| 490634     | 2010 CA128 | 7 fev 2010  | La Sagra      | Mallorca Obs.       | —         | MPC                           |
| 490635     | 2010 CB139 | 20 dez 2009 | Mount Lemmon  | Mount Lemmon Survey | —         | MPC                           |
| 490636     | 2010 DP    | 16 fev 2010 | Mount Lemmon  | Mount Lemmon Survey | —         | MPC                           |
| 490637     | 2010 DD60  | 11 dez 2009 | Mount Lemmon  | Mount Lemmon Survey | —         | MPC                           |
| 490638     | 2010 DU74  | 17 fev 2010 | Kitt Peak     | Spacewatch          | Flora     | MPC                           |
| 490639     | 2010 ED1   | 11 dez 2009 | Mount Lemmon  | Mount Lemmon Survey | —         | MPC                           |
| 490640     | 2010 ED32  | 4 mar 2010  | Kitt Peak     | Spacewatch          | —         | MPC                           |
| 490641     | 2010 EJ68  | 12 mar 2010 | Mount Lemmon  | Mount Lemmon Survey | —         | MPC                           |
| 490642     | 2010 EU76  | 17 fev 2010 | Kitt Peak     | Spacewatch          | —         | MPC                           |
| 490643     | 2010 EW78  | 12 mar 2010 | Mount Lemmon  | Mount Lemmon Survey | —         | MPC                           |
| 490644     | 2010 EG94  | 8 out 2008  | Kitt Peak     | Spacewatch          | —         | MPC                           |
| 490645     | 2010 ER123 | 9 mar 2010  | La Sagra      | Mallorca Obs.       | —         | MPC                           |
| 490646     | 2010 EO128 | 12 mar 2010 | Kitt Peak     | Spacewatch          | —         | MPC                           |
| 490647     | 2010 ES132 | 12 mar 2010 | Kitt Peak     | Spacewatch          | —         | MPC                           |
| 490648     | 2010 EC133 | 13 mar 2010 | Kitt Peak     | Spacewatch          | —         | MPC                           |
| 490649     | 2010 EU135 | 13 mar 2010 | Mount Lemmon  | Mount Lemmon Survey | —         | MPC                           |
| 490650     | 2010 FX31  | 16 mar 2010 | WISE          | WISE                | —         | MPC                           |
| 490651     | 2010 FM47  | 25 abr 2003 | Kitt Peak     | Spacewatch          | —         | MPC                           |
| 490652     | 2010 FY86  | 16 mar 2010 | Mount Lemmon  | Mount Lemmon Survey | —         | MPC                           |
| 490653     | 2010 FT99  | 21 mar 2010 | Kitt Peak     | Spacewatch          | —         | MPC                           |
| 490654     | 2010 FD101 | 18 mar 2010 | Kitt Peak     | Spacewatch          | —         | MPC                           |
| 490655     | 2010 GZ26  | 5 abr 2010  | Kitt Peak     | Spacewatch          | —         | MPC                           |
| 490656     | 2010 GA31  | 4 abr 2010  | Catalina      | CSS                 | —         | MPC                           |
| 490657     | 2010 GQ66  | 9 abr 2010  | Mount Lemmon  | Mount Lemmon Survey | —         | MPC                           |
| 490658     | 2010 GS108 | 8 abr 2010  | Kitt Peak     | Spacewatch          | —         | MPC                           |
| 490659     | 2010 GS111 | 9 abr 2010  | Mount Lemmon  | Mount Lemmon Survey | —         | MPC                           |
| 490660     | 2010 GW117 | 27 jan 2010 | WISE          | WISE                | —         | MPC                           |
| 490661     | 2010 GN132 | 10 abr 2010 | Kitt Peak     | Spacewatch          | —         | MPC                           |
| 490662     | 2010 HG43  | 22 abr 2010 | WISE          | WISE                | —         | MPC                           |
| 490663     | 2010 HH61  | 26 abr 2010 | WISE          | WISE                | —         | MPC                           |
| 490664     | 2010 HZ77  | 10 abr 2010 | Kitt Peak     | Spacewatch          | —         | MPC                           |
| 490665     | 2010 HH103 | 1 mai 2003  | Kitt Peak     | Spacewatch          | —         | MPC                           |
| 490666     | 2010 HU103 | 26 jan 2006 | Kitt Peak     | Spacewatch          | —         | MPC                           |
| 490667     | 2010 HF105 | 20 abr 2010 | Kitt Peak     | Spacewatch          | —         | MPC                           |
| 490668     | 2010 JK29  | 3 mai 2010  | Kitt Peak     | Spacewatch          | —         | MPC                           |
| 490669     | 2010 JN31  | 5 mai 2010  | Catalina      | CSS                 | —         | MPC                           |
| 490670     | 2010 JX33  | 8 abr 2010  | Kitt Peak     | Spacewatch          | —         | MPC                           |
| 490671     | 2010 JE41  | 12 mar 2010 | Kitt Peak     | Spacewatch          | Juno      | MPC                           |
| 490672     | 2010 JU43  | 9 abr 2010  | Kitt Peak     | Spacewatch          | —         | MPC                           |
| 490673     | 2010 JW96  | 11 mai 2010 | WISE          | WISE                | —         | MPC                           |
| 490674     | 2010 JB113 | 25 jan 2010 | WISE          | WISE                | —         | MPC                           |
| 490675     | 2010 JW148 | 28 jan 2010 | WISE          | WISE                | —         | MPC                           |
| 490676     | 2010 JA156 | 3 fev 2006  | Mount Lemmon  | Mount Lemmon Survey | —         | MPC                           |
| 490677     | 2010 JK163 | 15 abr 2010 | Catalina      | CSS                 | —         | MPC                           |
| 490678     | 2010 JJ176 | 9 mai 2010  | Siding Spring | SSS                 | —         | MPC                           |
| 490679     | 2010 KO53  | 23 mai 2010 | WISE          | WISE                | —         | MPC                           |
| 490680     | 2010 KR84  | 26 mai 2010 | WISE          | WISE                | —         | MPC                           |
| 490681     | 2010 LJ8   | 2 jun 2010  | WISE          | WISE                | —         | MPC                           |
| 490682     | 2010 LT28  | 6 jun 2010  | WISE          | WISE                | —         | MPC                           |
| 490683     | 2010 LH34  | 7 mai 2010  | Catalina      | CSS                 | —         | MPC                           |
| 490684     | 2010 LL34  | 9 jun 2010  | Catalina      | CSS                 | —         | MPC                           |
| 490685     | 2010 LB37  | 6 jun 2010  | WISE          | WISE                | —         | MPC                           |
| 490686     | 2010 LY44  | 7 jun 2010  | WISE          | WISE                | —         | MPC                           |
| 490687     | 2010 LV113 | 11 mai 2010 | Mount Lemmon  | Mount Lemmon Survey | —         | MPC                           |
| 490688     | 2010 MH17  | 17 jun 2010 | WISE          | WISE                | —         | MPC                           |
| 490689     | 2010 MG35  | 21 jun 2010 | WISE          | WISE                | —         | MPC                           |
| 490690     | 2010 MW65  | 25 jun 2010 | WISE          | WISE                | —         | MPC                           |
| 490691     | 2010 MN114 | 21 jun 2010 | Kitt Peak     | Spacewatch          | —         | MPC                           |
| 490692     | 2010 NG5   | 6 jul 2010  | Mount Lemmon  | Mount Lemmon Survey | —         | MPC                           |
| 490693     | 2010 NV6   | 5 jul 2010  | Kitt Peak     | Spacewatch          | —         | MPC                           |
| 490694     | 2010 NU30  | 7 jul 2010  | WISE          | WISE                | —         | MPC                           |
| 490695     | 2010 OC24  | 19 jul 2010 | WISE          | WISE                | —         | MPC                           |
| 490696     | 2010 OE70  | 25 jul 2010 | WISE          | WISE                | —         | MPC                           |
| 490697     | 2010 OA71  | 25 jul 2010 | WISE          | WISE                | —         | MPC                           |
| 490698     | 2010 OV76  | 25 nov 2005 | Kitt Peak     | Spacewatch          | —         | MPC                           |
| 490699     | 2010 OW103 | 28 jan 2010 | WISE          | WISE                | —         | MPC                           |
| 490700     | 2010 OM125 | 31 jul 2010 | WISE          | WISE                | —         | MPC                           |

## 490701–490800
| Designação | Designação | Descoberta  | Descoberta    | Descobridor(es)     | Categoria | Mais informações / Referência |
| Permanente | Provisória | Data        | Local         | Descobridor(es)     | Categoria | Mais informações / Referência |
| ---------- | ---------- | ----------- | ------------- | ------------------- | --------- | ----------------------------- |
| 490701     | 2010 PH24  | 5 ago 2010  | La Sagra      | Mallorca Obs.       | Mitidika  | MPC                           |
| 490702     | 2010 PQ35  | 5 ago 2010  | WISE          | WISE                | —         | MPC                           |
| 490703     | 2010 PF41  | 6 ago 2010  | WISE          | WISE                | —         | MPC                           |
| 490704     | 2010 PP57  | 7 ago 2010  | La Sagra      | Mallorca Obs.       | —         | MPC                           |
| 490705     | 2010 PT63  | 5 ago 2010  | La Sagra      | Mallorca Obs.       | —         | MPC                           |
| 490706     | 2010 PY79  | 10 ago 2010 | Kitt Peak     | Spacewatch          | —         | MPC                           |
| 490707     | 2010 QZ1   | 21 ago 2010 | WISE          | WISE                | —         | MPC                           |
| 490708     | 2010 QZ2   | 20 ago 2010 | La Sagra      | Mallorca Obs.       | —         | MPC                           |
| 490709     | 2010 RB10  | 2 set 2010  | Mount Lemmon  | Mount Lemmon Survey | —         | MPC                           |
| 490710     | 2010 RU18  | 2 set 2010  | Mount Lemmon  | Mount Lemmon Survey | —         | MPC                           |
| 490711     | 2010 RY18  | 30 abr 2009 | Kitt Peak     | Spacewatch          | —         | MPC                           |
| 490712     | 2010 RS25  | 3 set 2010  | Mount Lemmon  | Mount Lemmon Survey | —         | MPC                           |
| 490713     | 2010 RY26  | 30 set 2005 | Mount Lemmon  | Mount Lemmon Survey | —         | MPC                           |
| 490714     | 2010 RK40  | 5 set 2010  | La Sagra      | Mallorca Obs.       | —         | MPC                           |
| 490715     | 2010 RE42  | 16 set 2003 | Kitt Peak     | Spacewatch          | —         | MPC                           |
| 490716     | 2010 RN68  | 6 set 2010  | La Sagra      | Mallorca Obs.       | —         | MPC                           |
| 490717     | 2010 RF81  | 28 set 2006 | Catalina      | CSS                 | —         | MPC                           |
| 490718     | 2010 RL82  | 11 set 2010 | Siding Spring | SSS                 | —         | MPC                           |
| 490719     | 2010 RH87  | 2 set 2010  | Mount Lemmon  | Mount Lemmon Survey | —         | MPC                           |
| 490720     | 2010 RR104 | 10 set 2010 | Kitt Peak     | Spacewatch          | —         | MPC                           |
| 490721     | 2010 RC109 | 2 set 2010  | Socorro       | LINEAR              | —         | MPC                           |
| 490722     | 2010 RT112 | 2 set 2010  | Mount Lemmon  | Mount Lemmon Survey | Brangane  | MPC                           |
| 490723     | 2010 RX120 | 19 out 2006 | Kitt Peak     | Spacewatch          | —         | MPC                           |
| 490724     | 2010 RD123 | 9 set 2010  | Kitt Peak     | Spacewatch          | Phocaea   | MPC                           |
| 490725     | 2010 RE123 | 13 jan 2008 | Kitt Peak     | Spacewatch          | —         | MPC                           |
| 490726     | 2010 RX125 | 12 set 2010 | Kitt Peak     | Spacewatch          | —         | MPC                           |
| 490727     | 2010 RH140 | 29 set 2000 | Kitt Peak     | Spacewatch          | —         | MPC                           |
| 490728     | 2010 RD142 | 14 set 2010 | Kitt Peak     | Spacewatch          | —         | MPC                           |
| 490729     | 2010 RB149 | 15 set 2010 | Kitt Peak     | Spacewatch          | —         | MPC                           |
| 490730     | 2010 RC154 | 15 set 2010 | Kitt Peak     | Spacewatch          | —         | MPC                           |
| 490731     | 2010 RE158 | 1 set 2010  | Mount Lemmon  | Mount Lemmon Survey | Mitidika  | MPC                           |
| 490732     | 2010 RS162 | 4 set 2010  | Kitt Peak     | Spacewatch          | —         | MPC                           |
| 490733     | 2010 RQ167 | 28 mar 2008 | Mount Lemmon  | Mount Lemmon Survey | —         | MPC                           |
| 490734     | 2010 RO174 | 8 set 2010  | Kitt Peak     | Spacewatch          | —         | MPC                           |
| 490735     | 2010 RX174 | 1 mar 2008  | Kitt Peak     | Spacewatch          | —         | MPC                           |
| 490736     | 2010 RC175 | 9 set 2010  | Kitt Peak     | Spacewatch          | —         | MPC                           |
| 490737     | 2010 RX177 | 11 set 2010 | Kitt Peak     | Spacewatch          | —         | MPC                           |
| 490738     | 2010 SS4   | 27 jun 2010 | WISE          | WISE                | —         | MPC                           |
| 490739     | 2010 SU5   | 16 set 2010 | Mount Lemmon  | Mount Lemmon Survey | —         | MPC                           |
| 490740     | 2010 SV11  | 25 nov 2005 | Mount Lemmon  | Mount Lemmon Survey | —         | MPC                           |
| 490741     | 2010 SX14  | 12 set 2010 | Kitt Peak     | Spacewatch          | —         | MPC                           |
| 490742     | 2010 SW18  | 3 abr 2008  | Mount Lemmon  | Mount Lemmon Survey | —         | MPC                           |
| 490743     | 2010 SV26  | 29 set 2010 | Kitt Peak     | Spacewatch          | —         | MPC                           |
| 490744     | 2010 SG37  | 4 set 2010  | La Sagra      | Mallorca Obs.       | —         | MPC                           |
| 490745     | 2010 SG39  | 19 set 2010 | Kitt Peak     | Spacewatch          | —         | MPC                           |
| 490746     | 2010 TR4   | 12 fev 2008 | Kitt Peak     | Spacewatch          | —         | MPC                           |
| 490747     | 2010 TG15  | 30 dez 2007 | Kitt Peak     | Spacewatch          | —         | MPC                           |
| 490748     | 2010 TQ43  | 4 abr 2008  | Kitt Peak     | Spacewatch          | —         | MPC                           |
| 490749     | 2010 TR87  | 17 out 1995 | Kitt Peak     | Spacewatch          | —         | MPC                           |
| 490750     | 2010 TA93  | 18 set 2003 | Kitt Peak     | Spacewatch          | —         | MPC                           |
| 490751     | 2010 TG100 | 6 abr 2008  | Mount Lemmon  | Mount Lemmon Survey | —         | MPC                           |
| 490752     | 2010 TE102 | 3 out 2006  | Mount Lemmon  | Mount Lemmon Survey | —         | MPC                           |
| 490753     | 2010 TL104 | 16 set 2010 | Kitt Peak     | Spacewatch          | —         | MPC                           |
| 490754     | 2010 TQ119 | 7 dez 1999  | Socorro       | LINEAR              | —         | MPC                           |
| 490755     | 2010 TW150 | 8 set 2010  | La Sagra      | Mallorca Obs.       | —         | MPC                           |
| 490756     | 2010 TW154 | 2 set 2010  | Mount Lemmon  | Mount Lemmon Survey | —         | MPC                           |
| 490757     | 2010 TN166 | 7 out 2010  | Catalina      | CSS                 | —         | MPC                           |
| 490758     | 2010 TB167 | 9 mar 2008  | Mount Lemmon  | Mount Lemmon Survey | —         | MPC                           |
| 490759     | 2010 TE167 | 27 dez 2002 | Socorro       | LINEAR              | —         | MPC                           |
| 490760     | 2010 TD174 | 18 set 2010 | Mount Lemmon  | Mount Lemmon Survey | —         | MPC                           |
| 490761     | 2010 TX181 | 8 out 2010  | Kitt Peak     | Spacewatch          | —         | MPC                           |
| 490762     | 2010 TZ187 | 10 set 2010 | Kitt Peak     | Spacewatch          | —         | MPC                           |
| 490763     | 2010 TL192 | 8 out 2010  | Haleakala     | Pan-STARRS          | Vesta     | MPC                           |
| 490764     | 2010 TM192 | 16 out 2009 | Mount Lemmon  | Mount Lemmon Survey | Vesta     | MPC                           |
| 490765     | 2010 TP192 | 19 set 2009 | Kitt Peak     | Spacewatch          | Vesta     | MPC                           |
| 490766     | 2010 UC2   | 17 out 2010 | Mount Lemmon  | Mount Lemmon Survey | Meliboea  | MPC                           |
| 490767     | 2010 UV5   | 19 nov 2006 | Kitt Peak     | Spacewatch          | —         | MPC                           |
| 490768     | 2010 US6   | 17 set 2010 | Mount Lemmon  | Mount Lemmon Survey | —         | MPC                           |
| 490769     | 2010 UQ8   | 31 mar 2009 | Kitt Peak     | Spacewatch          | —         | MPC                           |
| 490770     | 2010 UH20  | 17 set 2010 | Mount Lemmon  | Mount Lemmon Survey | —         | MPC                           |
| 490771     | 2010 UR25  | 28 out 2010 | Mount Lemmon  | Mount Lemmon Survey | —         | MPC                           |
| 490772     | 2010 UO30  | 29 out 2010 | Kitt Peak     | Spacewatch          | —         | MPC                           |
| 490773     | 2010 UL33  | 12 out 2010 | Kitt Peak     | Spacewatch          | —         | MPC                           |
| 490774     | 2010 UL40  | 12 nov 2006 | Mount Lemmon  | Mount Lemmon Survey | —         | MPC                           |
| 490775     | 2010 UR45  | 13 out 2010 | Mount Lemmon  | Mount Lemmon Survey | Vesta     | MPC                           |
| 490776     | 2010 UD50  | 12 out 2010 | Mount Lemmon  | Mount Lemmon Survey | —         | MPC                           |
| 490777     | 2010 UC53  | 25 out 2005 | Kitt Peak     | Spacewatch          | —         | MPC                           |
| 490778     | 2010 UL56  | 15 set 2009 | Kitt Peak     | Spacewatch          | Vesta     | MPC                           |
| 490779     | 2010 UL57  | 29 out 2010 | Kitt Peak     | Spacewatch          | —         | MPC                           |
| 490780     | 2010 UQ59  | 19 ago 2006 | Kitt Peak     | Spacewatch          | —         | MPC                           |
| 490781     | 2010 UX67  | 10 set 2010 | Mount Lemmon  | Mount Lemmon Survey | —         | MPC                           |
| 490782     | 2010 UA70  | 12 out 2010 | Mount Lemmon  | Mount Lemmon Survey | —         | MPC                           |
| 490783     | 2010 UF70  | 28 out 2010 | Mount Lemmon  | Mount Lemmon Survey | —         | MPC                           |
| 490784     | 2010 UQ77  | 13 out 2010 | Mount Lemmon  | Mount Lemmon Survey | —         | MPC                           |
| 490785     | 2010 UO81  | 31 out 2010 | Mount Lemmon  | Mount Lemmon Survey | Vesta     | MPC                           |
| 490786     | 2010 UK86  | 19 out 2010 | Mount Lemmon  | Mount Lemmon Survey | —         | MPC                           |
| 490787     | 2010 UA89  | 19 out 2006 | Kitt Peak     | Spacewatch          | —         | MPC                           |
| 490788     | 2010 UY97  | 9 nov 1996  | Kitt Peak     | Spacewatch          | —         | MPC                           |
| 490789     | 2010 UQ101 | 10 jun 2007 | Kitt Peak     | Spacewatch          | —         | MPC                           |
| 490790     | 2010 UR105 | 11 set 2010 | Mount Lemmon  | Mount Lemmon Survey | —         | MPC                           |
| 490791     | 2010 VE1   | 2 nov 2010  | Haleakala     | Pan-STARRS          | —         | MPC                           |
| 490792     | 2010 VF2   | 12 out 2010 | Mount Lemmon  | Mount Lemmon Survey | —         | MPC                           |
| 490793     | 2010 VJ12  | 19 nov 2003 | Kitt Peak     | Spacewatch          | —         | MPC                           |
| 490794     | 2010 VY23  | 14 out 2010 | Mount Lemmon  | Mount Lemmon Survey | —         | MPC                           |
| 490795     | 2010 VQ28  | 2 nov 2010  | Socorro       | LINEAR              | —         | MPC                           |
| 490796     | 2010 VY29  | 2 nov 2010  | La Sagra      | Mallorca Obs.       | —         | MPC                           |
| 490797     | 2010 VX38  | 28 nov 1997 | Kitt Peak     | Spacewatch          | —         | MPC                           |
| 490798     | 2010 VN44  | 11 out 2010 | Mount Lemmon  | Mount Lemmon Survey | —         | MPC                           |
| 490799     | 2010 VX56  | 3 abr 2008  | Kitt Peak     | Spacewatch          | —         | MPC                           |
| 490800     | 2010 VO64  | 6 nov 2010  | Mount Lemmon  | Mount Lemmon Survey | —         | MPC                           |

## 490801–490900
| Designação | Designação | Descoberta  | Descoberta    | Descobridor(es)     | Categoria | Mais informações / Referência |
| Permanente | Provisória | Data        | Local         | Descobridor(es)     | Categoria | Mais informações / Referência |
| ---------- | ---------- | ----------- | ------------- | ------------------- | --------- | ----------------------------- |
| 490801     | 2010 VH72  | 12 out 2010 | Mount Lemmon  | Mount Lemmon Survey | —         | MPC                           |
| 490802     | 2010 VL74  | 24 abr 2009 | Mount Lemmon  | Mount Lemmon Survey | —         | MPC                           |
| 490803     | 2010 VD87  | 28 out 2005 | Kitt Peak     | Spacewatch          | —         | MPC                           |
| 490804     | 2010 VN89  | 28 set 2009 | Kitt Peak     | Spacewatch          | Vesta     | MPC                           |
| 490805     | 2010 VF90  | 6 nov 2010  | Kitt Peak     | Spacewatch          | —         | MPC                           |
| 490806     | 2010 VA91  | 27 ago 2006 | Kitt Peak     | Spacewatch          | —         | MPC                           |
| 490807     | 2010 VB105 | 5 nov 2010  | Mount Lemmon  | Mount Lemmon Survey | —         | MPC                           |
| 490808     | 2010 VK112 | 7 nov 2010  | Kitt Peak     | Spacewatch          | —         | MPC                           |
| 490809     | 2010 VE115 | 7 nov 2010  | Mount Lemmon  | Mount Lemmon Survey | Vesta     | MPC                           |
| 490810     | 2010 VA117 | 5 set 2010  | Mount Lemmon  | Mount Lemmon Survey | —         | MPC                           |
| 490811     | 2010 VM124 | 29 out 2010 | Mount Lemmon  | Mount Lemmon Survey | —         | MPC                           |
| 490812     | 2010 VH127 | 8 nov 2010  | Kitt Peak     | Spacewatch          | —         | MPC                           |
| 490813     | 2010 VX127 | 31 out 2010 | Kitt Peak     | Spacewatch          | —         | MPC                           |
| 490814     | 2010 VQ131 | 30 set 2010 | Mount Lemmon  | Mount Lemmon Survey | —         | MPC                           |
| 490815     | 2010 VE133 | 1 nov 2010  | Kitt Peak     | Spacewatch          | —         | MPC                           |
| 490816     | 2010 VH138 | 12 ago 2010 | Kitt Peak     | Spacewatch          | —         | MPC                           |
| 490817     | 2010 VF142 | 6 nov 2010  | Mount Lemmon  | Mount Lemmon Survey | Vesta     | MPC                           |
| 490818     | 2010 VS145 | 11 abr 2008 | Mount Lemmon  | Mount Lemmon Survey | —         | MPC                           |
| 490819     | 2010 VD147 | 5 set 2010  | Mount Lemmon  | Mount Lemmon Survey | —         | MPC                           |
| 490820     | 2010 VA148 | 15 set 2009 | Kitt Peak     | Spacewatch          | Vesta     | MPC                           |
| 490821     | 2010 VT157 | 29 out 2010 | Mount Lemmon  | Mount Lemmon Survey | —         | MPC                           |
| 490822     | 2010 VG160 | 13 out 2010 | Mount Lemmon  | Mount Lemmon Survey | —         | MPC                           |
| 490823     | 2010 VK164 | 14 out 2010 | Mount Lemmon  | Mount Lemmon Survey | —         | MPC                           |
| 490824     | 2010 VW164 | 19 out 2010 | Mount Lemmon  | Mount Lemmon Survey | —         | MPC                           |
| 490825     | 2010 VC176 | 19 ago 2010 | Kitt Peak     | Spacewatch          | —         | MPC                           |
| 490826     | 2010 VR197 | 21 dez 2006 | Kitt Peak     | Spacewatch          | —         | MPC                           |
| 490827     | 2010 VS197 | 17 out 2010 | Mount Lemmon  | Mount Lemmon Survey | —         | MPC                           |
| 490828     | 2010 VT197 | 9 out 2010  | Mount Lemmon  | Mount Lemmon Survey | —         | MPC                           |
| 490829     | 2010 VF199 | 2 nov 2010  | Mount Lemmon  | Mount Lemmon Survey | —         | MPC                           |
| 490830     | 2010 VR207 | 12 out 2010 | Mount Lemmon  | Mount Lemmon Survey | —         | MPC                           |
| 490831     | 2010 VT215 | 12 ago 2010 | Kitt Peak     | Spacewatch          | —         | MPC                           |
| 490832     | 2010 VK217 | 11 set 2010 | Mount Lemmon  | Mount Lemmon Survey | —         | MPC                           |
| 490833     | 2010 VT217 | 23 set 2006 | Kitt Peak     | Spacewatch          | Mitidika  | MPC                           |
| 490834     | 2010 VY224 | 23 dez 2012 | Haleakala     | Pan-STARRS          | Vesta     | MPC                           |
| 490835     | 2010 VA225 | 7 set 2008  | Mount Lemmon  | Mount Lemmon Survey | Vesta     | MPC                           |
| 490836     | 2010 WZ21  | 27 out 2005 | Mount Lemmon  | Mount Lemmon Survey | —         | MPC                           |
| 490837     | 2010 WY22  | 25 set 1995 | Kitt Peak     | Spacewatch          | Mitidika  | MPC                           |
| 490838     | 2010 WD30  | 1 out 2005  | Kitt Peak     | Spacewatch          | —         | MPC                           |
| 490839     | 2010 WD33  | 20 set 2009 | Kitt Peak     | Spacewatch          | Vesta     | MPC                           |
| 490840     | 2010 WW34  | 10 out 2005 | Anderson Mesa | LONEOS              | —         | MPC                           |
| 490841     | 2010 WS51  | 26 mar 2009 | Mount Lemmon  | Mount Lemmon Survey | Juno      | MPC                           |
| 490842     | 2010 WG62  | 4 mai 2006  | Siding Spring | SSS                 | —         | MPC                           |
| 490843     | 2010 WD70  | 11 dez 2002 | Socorro       | LINEAR              | —         | MPC                           |
| 490844     | 2010 WD74  | 11 nov 2010 | Mount Lemmon  | Mount Lemmon Survey | —         | MPC                           |
| 490845     | 2010 XS    | 18 fev 2010 | WISE          | WISE                | —         | MPC                           |
| 490846     | 2010 XY11  | 1 dez 2010  | Kitt Peak     | Spacewatch          | —         | MPC                           |
| 490847     | 2010 XT29  | 18 set 2009 | Kitt Peak     | Spacewatch          | Vesta     | MPC                           |
| 490848     | 2010 XO37  | 22 jun 2007 | Mount Lemmon  | Mount Lemmon Survey | —         | MPC                           |
| 490849     | 2010 XG48  | 29 out 2010 | Catalina      | CSS                 | —         | MPC                           |
| 490850     | 2010 XL55  | 16 set 2009 | Kitt Peak     | Spacewatch          | Vesta     | MPC                           |
| 490851     | 2010 XY57  | 27 nov 2010 | Mount Lemmon  | Mount Lemmon Survey | —         | MPC                           |
| 490852     | 2010 XO58  | 3 nov 2010  | Kitt Peak     | Spacewatch          | Eos       | MPC                           |
| 490853     | 2010 XB64  | 24 out 2001 | Kitt Peak     | Spacewatch          | —         | MPC                           |
| 490854     | 2010 XB67  | 4 dez 2010  | Mount Lemmon  | Mount Lemmon Survey | —         | MPC                           |
| 490855     | 2010 XO71  | 30 abr 2008 | Kitt Peak     | Spacewatch          | —         | MPC                           |
| 490856     | 2011 AQ    | 16 jan 2010 | WISE          | WISE                | —         | MPC                           |
| 490857     | 2011 AR14  | 11 nov 2010 | Mount Lemmon  | Mount Lemmon Survey | —         | MPC                           |
| 490858     | 2011 AA19  | 27 fev 2006 | Kitt Peak     | Spacewatch          | —         | MPC                           |
| 490859     | 2011 AL43  | 19 jul 2009 | La Sagra      | Mallorca Obs.       | Juno      | MPC                           |
| 490860     | 2011 AP48  | 27 jan 2007 | Kitt Peak     | Spacewatch          | —         | MPC                           |
| 490861     | 2011 AP53  | 8 dez 2010  | Mount Lemmon  | Mount Lemmon Survey | —         | MPC                           |
| 490862     | 2011 AT56  | 8 dez 2010  | Mount Lemmon  | Mount Lemmon Survey | —         | MPC                           |
| 490863     | 2011 AV58  | 2 out 2009  | Mount Lemmon  | Mount Lemmon Survey | —         | MPC                           |
| 490864     | 2011 AF63  | 9 dez 2010  | Mount Lemmon  | Mount Lemmon Survey | —         | MPC                           |
| 490865     | 2011 AE65  | 14 dez 2010 | Mount Lemmon  | Mount Lemmon Survey | —         | MPC                           |
| 490866     | 2011 AK65  | 14 jan 2011 | Kitt Peak     | Spacewatch          | Brangane  | MPC                           |
| 490867     | 2011 AB66  | 14 jan 2011 | Kitt Peak     | Spacewatch          | —         | MPC                           |
| 490868     | 2011 AU67  | 22 fev 2007 | Kitt Peak     | Spacewatch          | —         | MPC                           |
| 490869     | 2011 AV67  | 1 fev 2006  | Kitt Peak     | Spacewatch          | —         | MPC                           |
| 490870     | 2011 AQ69  | 13 jan 2011 | Mount Lemmon  | Mount Lemmon Survey | —         | MPC                           |
| 490871     | 2011 BS    | 13 dez 2010 | Mount Lemmon  | Mount Lemmon Survey | Brangane  | MPC                           |
| 490872     | 2011 BE5   | 28 jan 2006 | Kitt Peak     | Spacewatch          | —         | MPC                           |
| 490873     | 2011 BH6   | 5 dez 2010  | Mount Lemmon  | Mount Lemmon Survey | —         | MPC                           |
| 490874     | 2011 BS6   | 16 jan 2011 | Mount Lemmon  | Mount Lemmon Survey | —         | MPC                           |
| 490875     | 2011 BL10  | 8 jan 2011  | Mount Lemmon  | Mount Lemmon Survey | —         | MPC                           |
| 490876     | 2011 BA11  | 4 jan 2011  | Mount Lemmon  | Mount Lemmon Survey | —         | MPC                           |
| 490877     | 2011 BM13  | 8 jan 2011  | Mount Lemmon  | Mount Lemmon Survey | —         | MPC                           |
| 490878     | 2011 BM19  | 27 jan 2011 | Kitt Peak     | Spacewatch          | —         | MPC                           |
| 490879     | 2011 BA21  | 18 jan 2010 | WISE          | WISE                | —         | MPC                           |
| 490880     | 2011 BU22  | 14 out 2010 | Mount Lemmon  | Mount Lemmon Survey | —         | MPC                           |
| 490881     | 2011 BK28  | 18 dez 1999 | Kitt Peak     | Spacewatch          | —         | MPC                           |
| 490882     | 2011 BN33  | 17 jan 2010 | WISE          | WISE                | —         | MPC                           |
| 490883     | 2011 BU39  | 10 jan 2011 | Catalina      | CSS                 | —         | MPC                           |
| 490884     | 2011 BQ43  | 30 jan 2011 | Haleakala     | Pan-STARRS          | —         | MPC                           |
| 490885     | 2011 BU43  | 30 jan 2011 | Haleakala     | Pan-STARRS          | —         | MPC                           |
| 490886     | 2011 BC45  | 11 out 2005 | Kitt Peak     | Spacewatch          | —         | MPC                           |
| 490887     | 2011 BT52  | 15 jan 2011 | Mount Lemmon  | Mount Lemmon Survey | —         | MPC                           |
| 490888     | 2011 BD53  | 16 set 2009 | Siding Spring | SSS                 | —         | MPC                           |
| 490889     | 2011 BC57  | 25 jan 2011 | Mount Lemmon  | Mount Lemmon Survey | —         | MPC                           |
| 490890     | 2011 BC60  | 8 dez 2010  | Mount Lemmon  | Mount Lemmon Survey | —         | MPC                           |
| 490891     | 2011 BB65  | 29 jan 2011 | Kitt Peak     | Spacewatch          | —         | MPC                           |
| 490892     | 2011 BT65  | 4 jan 2011  | Catalina      | CSS                 | —         | MPC                           |
| 490893     | 2011 BS67  | 26 out 2009 | Mount Lemmon  | Mount Lemmon Survey | —         | MPC                           |
| 490894     | 2011 BX70  | 9 jan 2010  | WISE          | WISE                | —         | MPC                           |
| 490895     | 2011 BB84  | 26 jan 2011 | Mount Lemmon  | Mount Lemmon Survey | —         | MPC                           |
| 490896     | 2011 BP85  | 10 dez 2010 | Mount Lemmon  | Mount Lemmon Survey | —         | MPC                           |
| 490897     | 2011 BH86  | 27 jan 2011 | Mount Lemmon  | Mount Lemmon Survey | —         | MPC                           |
| 490898     | 2011 BU90  | 24 fev 2010 | WISE          | WISE                | —         | MPC                           |
| 490899     | 2011 BZ98  | 4 fev 2005  | Mount Lemmon  | Mount Lemmon Survey | —         | MPC                           |
| 490900     | 2011 BK100 | 30 jan 2011 | Haleakala     | Pan-STARRS          | —         | MPC                           |

## 490901–491000
| Designação | Designação | Descoberta  | Descoberta    | Descobridor(es)     | Categoria | Mais informações / Referência |
| Permanente | Provisória | Data        | Local         | Descobridor(es)     | Categoria | Mais informações / Referência |
| ---------- | ---------- | ----------- | ------------- | ------------------- | --------- | ----------------------------- |
| 490901     | 2011 BB105 | 6 ago 2008  | La Sagra      | Mallorca Obs.       | Brangane  | MPC                           |
| 490902     | 2011 BN108 | 30 jan 2011 | Haleakala     | Pan-STARRS          | —         | MPC                           |
| 490903     | 2011 BC109 | 30 jan 2011 | Haleakala     | Pan-STARRS          | —         | MPC                           |
| 490904     | 2011 BM109 | 19 jun 2007 | Kitt Peak     | Spacewatch          | —         | MPC                           |
| 490905     | 2011 BJ111 | 30 jan 2011 | Haleakala     | Pan-STARRS          | Brangane  | MPC                           |
| 490906     | 2011 BG116 | 16 set 2004 | Kitt Peak     | Spacewatch          | Themis    | MPC                           |
| 490907     | 2011 BL116 | 9 jan 2011  | Kitt Peak     | Spacewatch          | —         | MPC                           |
| 490908     | 2011 BS124 | 26 jan 2011 | Mount Lemmon  | Mount Lemmon Survey | —         | MPC                           |
| 490909     | 2011 BC125 | 26 jan 2006 | Kitt Peak     | Spacewatch          | —         | MPC                           |
| 490910     | 2011 BB129 | 24 out 2005 | Kitt Peak     | Spacewatch          | —         | MPC                           |
| 490911     | 2011 BL134 | 30 nov 2005 | Kitt Peak     | Spacewatch          | —         | MPC                           |
| 490912     | 2011 BZ145 | 14 jan 2011 | Kitt Peak     | Spacewatch          | —         | MPC                           |
| 490913     | 2011 CO3   | 4 out 2006  | Mount Lemmon  | Mount Lemmon Survey | —         | MPC                           |
| 490914     | 2011 CX5   | 3 out 2005  | Kitt Peak     | Spacewatch          | —         | MPC                           |
| 490915     | 2011 CY8   | 20 set 2003 | Kitt Peak     | Spacewatch          | Brangane  | MPC                           |
| 490916     | 2011 CZ13  | 15 mar 2004 | Kitt Peak     | Spacewatch          | Mitidika  | MPC                           |
| 490917     | 2011 CG18  | 30 jan 2011 | Haleakala     | Pan-STARRS          | —         | MPC                           |
| 490918     | 2011 CO21  | 30 jan 2011 | Haleakala     | Pan-STARRS          | —         | MPC                           |
| 490919     | 2011 CS30  | 14 jan 2011 | Kitt Peak     | Spacewatch          | —         | MPC                           |
| 490920     | 2011 CA40  | 26 jan 2011 | Mount Lemmon  | Mount Lemmon Survey | Brangane  | MPC                           |
| 490921     | 2011 CY43  | 2 mar 2006  | Kitt Peak     | Spacewatch          | —         | MPC                           |
| 490922     | 2011 CW47  | 12 fev 2010 | WISE          | WISE                | —         | MPC                           |
| 490923     | 2011 CR51  | 26 jan 2011 | Kitt Peak     | Spacewatch          | Brangane  | MPC                           |
| 490924     | 2011 CK52  | 16 set 2003 | Kitt Peak     | Spacewatch          | —         | MPC                           |
| 490925     | 2011 CH53  | 24 fev 2006 | Kitt Peak     | Spacewatch          | —         | MPC                           |
| 490926     | 2011 CP57  | 22 nov 2009 | Kitt Peak     | Spacewatch          | —         | MPC                           |
| 490927     | 2011 CK59  | 10 dez 2010 | Mount Lemmon  | Mount Lemmon Survey | —         | MPC                           |
| 490928     | 2011 CT60  | 21 out 2009 | Catalina      | CSS                 | —         | MPC                           |
| 490929     | 2011 CN61  | 7 ago 2008  | Kitt Peak     | Spacewatch          | —         | MPC                           |
| 490930     | 2011 CA62  | 30 jan 2011 | Haleakala     | Pan-STARRS          | —         | MPC                           |
| 490931     | 2011 CT62  | 30 jan 2011 | Mount Lemmon  | Mount Lemmon Survey | Brangane  | MPC                           |
| 490932     | 2011 CS64  | 30 jan 2011 | Mount Lemmon  | Mount Lemmon Survey | —         | MPC                           |
| 490933     | 2011 CN66  | 13 jan 2011 | Mount Lemmon  | Mount Lemmon Survey | —         | MPC                           |
| 490934     | 2011 CD74  | 25 mar 2006 | Catalina      | CSS                 | —         | MPC                           |
| 490935     | 2011 CJ78  | 30 jan 2011 | Haleakala     | Pan-STARRS          | —         | MPC                           |
| 490936     | 2011 CG81  | 8 jan 2011  | Mount Lemmon  | Mount Lemmon Survey | —         | MPC                           |
| 490937     | 2011 CS82  | 25 mar 2006 | Kitt Peak     | Spacewatch          | —         | MPC                           |
| 490938     | 2011 CL85  | 30 jan 2011 | Haleakala     | Pan-STARRS          | —         | MPC                           |
| 490939     | 2011 CM85  | 4 fev 2011  | Haleakala     | Pan-STARRS          | —         | MPC                           |
| 490940     | 2011 CV87  | 11 nov 2004 | Socorro       | LINEAR              | —         | MPC                           |
| 490941     | 2011 CC90  | 30 jan 2011 | Haleakala     | Pan-STARRS          | Brangane  | MPC                           |
| 490942     | 2011 CJ90  | 21 set 2003 | Kitt Peak     | Spacewatch          | —         | MPC                           |
| 490943     | 2011 CX90  | 30 jan 2011 | Haleakala     | Pan-STARRS          | —         | MPC                           |
| 490944     | 2011 CF91  | 28 jan 2011 | Kitt Peak     | Spacewatch          | —         | MPC                           |
| 490945     | 2011 CQ95  | 2 fev 2010  | WISE          | WISE                | Brangane  | MPC                           |
| 490946     | 2011 CP96  | 30 jan 2011 | Haleakala     | Pan-STARRS          | —         | MPC                           |
| 490947     | 2011 CV97  | 30 jan 2011 | Haleakala     | Pan-STARRS          | Eos       | MPC                           |
| 490948     | 2011 CO98  | 2 mar 2010  | WISE          | WISE                | —         | MPC                           |
| 490949     | 2011 CU102 | 28 set 2008 | Mount Lemmon  | Mount Lemmon Survey | —         | MPC                           |
| 490950     | 2011 CX105 | 4 fev 2011  | Haleakala     | Pan-STARRS          | —         | MPC                           |
| 490951     | 2011 CV106 | 15 jun 2007 | Kitt Peak     | Spacewatch          | —         | MPC                           |
| 490952     | 2011 CR112 | 30 jan 2011 | Haleakala     | Pan-STARRS          | —         | MPC                           |
| 490953     | 2011 CY114 | 4 fev 2011  | Haleakala     | Pan-STARRS          | —         | MPC                           |
| 490954     | 2011 DO12  | 16 nov 2009 | La Sagra      | Mallorca Obs.       | —         | MPC                           |
| 490955     | 2011 DF14  | 30 jan 2011 | Haleakala     | Pan-STARRS          | Brangane  | MPC                           |
| 490956     | 2011 DG14  | 30 jan 2011 | Haleakala     | Pan-STARRS          | —         | MPC                           |
| 490957     | 2011 DA15  | 30 jan 2011 | Haleakala     | Pan-STARRS          | —         | MPC                           |
| 490958     | 2011 DC20  | 28 set 2009 | Kitt Peak     | Spacewatch          | —         | MPC                           |
| 490959     | 2011 DO27  | 8 fev 2011  | Mount Lemmon  | Mount Lemmon Survey | —         | MPC                           |
| 490960     | 2011 DQ30  | 26 fev 2011 | Catalina      | CSS                 | —         | MPC                           |
| 490961     | 2011 DE31  | 28 jan 2011 | Kitt Peak     | Spacewatch          | —         | MPC                           |
| 490962     | 2011 DN31  | 29 abr 2006 | Anderson Mesa | LONEOS              | —         | MPC                           |
| 490963     | 2011 DS36  | 10 set 2007 | Mount Lemmon  | Mount Lemmon Survey | —         | MPC                           |
| 490964     | 2011 DX36  | 21 jun 2007 | Mount Lemmon  | Mount Lemmon Survey | —         | MPC                           |
| 490965     | 2011 DC38  | 26 jan 2011 | Mount Lemmon  | Mount Lemmon Survey | —         | MPC                           |
| 490966     | 2011 DT46  | 24 abr 2006 | Kitt Peak     | Spacewatch          | —         | MPC                           |
| 490967     | 2011 DG51  | 26 fev 2011 | Catalina      | CSS                 | —         | MPC                           |
| 490968     | 2011 EL5   | 30 jan 2011 | Haleakala     | Pan-STARRS          | —         | MPC                           |
| 490969     | 2011 EV6   | 14 jul 2009 | Kitt Peak     | Spacewatch          | —         | MPC                           |
| 490970     | 2011 EA9   | 26 jan 2010 | WISE          | WISE                | —         | MPC                           |
| 490971     | 2011 EH9   | 22 fev 2011 | Kitt Peak     | Spacewatch          | —         | MPC                           |
| 490972     | 2011 ES27  | 6 mar 2011  | Mount Lemmon  | Mount Lemmon Survey | —         | MPC                           |
| 490973     | 2011 EH31  | 5 mar 2011  | Catalina      | CSS                 | —         | MPC                           |
| 490974     | 2011 EZ35  | 26 fev 2011 | Kitt Peak     | Spacewatch          | —         | MPC                           |
| 490975     | 2011 EL58  | 12 mar 2011 | Mount Lemmon  | Mount Lemmon Survey | —         | MPC                           |
| 490976     | 2011 EW61  | 20 nov 2009 | Mount Lemmon  | Mount Lemmon Survey | —         | MPC                           |
| 490977     | 2011 EK72  | 11 mar 2011 | Kitt Peak     | Spacewatch          | Ursula    | MPC                           |
| 490978     | 2011 EE73  | 12 jul 2007 | La Sagra      | Mallorca Obs.       | —         | MPC                           |
| 490979     | 2011 EZ81  | 25 fev 2011 | Kitt Peak     | Spacewatch          | —         | MPC                           |
| 490980     | 2011 EW83  | 4 fev 2005  | Mount Lemmon  | Mount Lemmon Survey | —         | MPC                           |
| 490981     | 2011 EN85  | 23 fev 2011 | Haleakala     | Pan-STARRS          | —         | MPC                           |
| 490982     | 2011 FA2   | 9 nov 2009  | Mount Lemmon  | Mount Lemmon Survey | —         | MPC                           |
| 490983     | 2011 FV21  | 26 mar 2011 | Mount Lemmon  | Mount Lemmon Survey | —         | MPC                           |
| 490984     | 2011 FE22  | 25 fev 2010 | WISE          | WISE                | —         | MPC                           |
| 490985     | 2011 FG27  | 24 abr 2006 | Kitt Peak     | Spacewatch          | —         | MPC                           |
| 490986     | 2011 FN27  | 9 abr 2010  | WISE          | WISE                | —         | MPC                           |
| 490987     | 2011 FO52  | 9 out 2004  | Kitt Peak     | Spacewatch          | Themis    | MPC                           |
| 490988     | 2011 FV75  | 1 mar 2011  | Mount Lemmon  | Mount Lemmon Survey | —         | MPC                           |
| 490989     | 2011 FM103 | 10 set 2007 | Mount Lemmon  | Mount Lemmon Survey | —         | MPC                           |
| 490990     | 2011 FU103 | 27 fev 2010 | WISE          | WISE                | —         | MPC                           |
| 490991     | 2011 FU108 | 24 dez 2006 | Kitt Peak     | Spacewatch          | —         | MPC                           |
| 490992     | 2011 FK126 | 25 mar 2011 | Haleakala     | Pan-STARRS          | Brangane  | MPC                           |
| 490993     | 2011 FS133 | 28 jan 2011 | Mount Lemmon  | Mount Lemmon Survey | —         | MPC                           |
| 490994     | 2011 FJ143 | 23 nov 2006 | Mount Lemmon  | Mount Lemmon Survey | —         | MPC                           |
| 490995     | 2011 FK147 | 29 set 2009 | Mount Lemmon  | Mount Lemmon Survey | —         | MPC                           |
| 490996     | 2011 FR152 | 30 jan 2006 | Kitt Peak     | Spacewatch          | —         | MPC                           |
| 490997     | 2011 FD154 | 25 fev 2011 | Kitt Peak     | Spacewatch          | —         | MPC                           |
| 490998     | 2011 FC156 | 9 mar 2011  | Mount Lemmon  | Mount Lemmon Survey | —         | MPC                           |
| 490999     | 2011 GZ4   | 1 abr 2011  | Mount Lemmon  | Mount Lemmon Survey | —         | MPC                           |
| 491000     | 2011 GL7   | 10 set 2007 | Kitt Peak     | Spacewatch          | —         | MPC                           |